# Azay-sur-Indre
Pour les articles homonymes, voir Azay et Indre.
Vous lisez un « bon article » labellisé en 2015.
Azay-sur-Indre (prononcé [a.ze sy.ʁ‿ɛ̃dʁ]) est une commune française du département d'Indre-et-Loire en région Centre-Val de Loire.
Le village rural est installé sur le flanc ouest d'une vallée au confluent de l'Indre et l'Indrois. Le fond de la vallée, sujet aux inondations, n'a été que très peu bâti. Azay n'apparaît qu'au Moyen Âge, les témoignages des époques antérieures étant très ténus. Successivement fief, paroisse puis enfin commune, Azay a toujours porté ce nom, assorti d'un déterminant qui fut souvent le patronyme du propriétaire du lieu. Le dernier détenteur d'une partie des terres d'Azay, juste avant la Révolution française, fut le marquis de La Fayette.
La commune a connu une forte baisse de sa population depuis la fin du Second Empire jusqu'aux années 1970. Depuis, la courbe s'est inversée et Azay-sur-Indre regagne des habitants alors que des logements nouveaux se construisent ; en 2014, la commune compte 385 habitants. Peu d'emplois sont pourtant offerts sur le territoire communal, les habitants travaillant en très grande majorité à Loches ou à Tours. Territoire agricole de longue date, Azay-sur-Indre connaît une importante diminution du nombre de ses exploitations agricoles, mais la surface agricole utile se maintient, grâce à l'augmentation des surfaces cultivées par exploitation.
La commune est riche d'un patrimoine naturel, entre vallées et plateaux, partiellement englobé dans un vaste site Natura 2000, et de monuments protégés par une inscription auprès des monuments historiques. Ainsi se distinguent, outre l’église paroissiale, une ancienne métairie monastique et un manoir, d'anciens moulins, aujourd'hui désaffectés, établis sur l'Indrois et sur l'Indre.

## Géographie

### Localisation
La commune d'Azay-sur-Indre se trouve dans le quadrant sud-est du département d'Indre-et-Loire, dans l'ancienne province de Touraine, au confluent de l'Indre et de l'Indrois. À vol d'oiseau, Azay-sur-Indre se situe à 28,5 km au sud-est de Tours et à 9,6 km au nord de Loches, chef-lieu du canton auquel la commune est rattachée.
Elle fait également partie de l'aire urbaine de Tours.

### Communes limitrophes
Azay-sur-Indre est limitrophe de quatre communes.
| Reignac-sur-Indre |                     |          |
|                   | Azay-sur-Indre      | Chédigny |
| Dolus-le-Sec      | Chambourg-sur-Indre |          |

### Géologie et relief
La principale formation géologique d'Azay-sur-Indre consiste en un socle de sables du Cénomanien, déposés il a environ 95 millions d'années (Ma) à la faveur d'une avancée marine sur la Touraine. S'y superposent successivement le tuffeau jaune du Turonien supérieur (-90 Ma) puis une couche de craie du Sénonien (entre -89 et -65,5 Ma) ; la mer se retire à la fin de cette période qui correspond également à la fin du Mésozoïque. Plus tard, au milieu et à la fin de l'Éocène (-37 à -34 Ma), une nouvelle avancée des mers dépose sur cet ensemble le calcaire lacustre caractéristique de la petite région agricole fertile de la Champeigne tourangelle, ; ce type de sol affleure majoritairement sur le plateau de la rive gauche de l'Indre ; le plateau de la rive droite est irrégulièrement recouvert de limons éoliens du Quaternaire, battants, assez peu fertiles, formant des sols dénommés « bournais ». Les vallées de l'Indre et de ses affluents, qui ont entaillé le socle du plateau calcaire par l'alternance des périodes glaciaires et interglaciaires du Pléistocène, sont recouvertes d'alluvions fluviatiles récentes donnant des sols à tendance hydromorphe avec, bien souvent, une nappe phréatique peu profonde. Les pentes de raccordement entre le plateau et les vallées font affleurer des dépôts limoneux ou caillouteux érodés ainsi que les argiles à silex issues de la dégradation des strates turoniennes et sénoniennes.
La superficie de la commune est de 1 389 hectares (au 1er janvier 2014), alors que la superficie moyenne d'une commune de France métropolitaine s'établit à 1 510,2 hectares, ; son altitude varie entre 61 et 106 mètres. Le point d'altitude minimale se situe au bord de l'Indrois, en limite communale de Reignac-sur-Indre et celui d'altitude maximale sur le plateau, au sud-ouest du territoire. L'ensemble du plateau se développe à une altitude supérieure à 90 m.

### Hydrographie

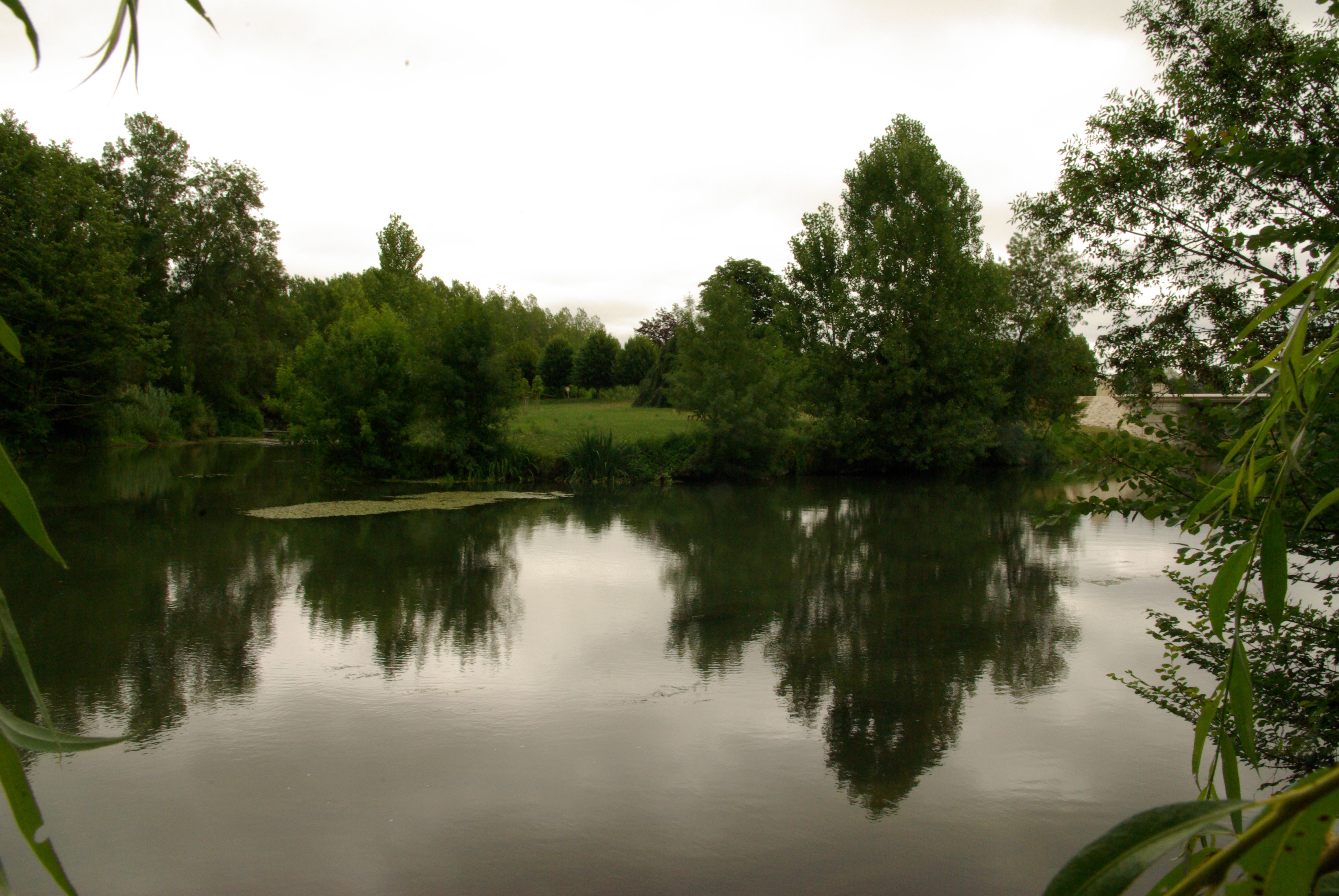
Confluent de l'Indre et de l'Indrois.

Le territoire de la commune d’Azay-sur-Indre est marqué par la présence de deux rivières, l’Indre et l’Indrois, coulant respectivement du sud au nord et du sud-est au nord-ouest et dont le confluent se situe juste à l’est du centre-bourg. La pente de ces deux cours d'eau, très faible (inférieure à 0,6 m par kilomètre), est la cause de la formation, en fond de vallée, d'un réseau complexe de bras morts ou secondaires qui s'anastomosent. Les vallées des deux cours d’eau ainsi que la zone de confluence sont souvent inondées sur une superficie couvrant plusieurs hectares en période de crues. Le réseau hydrographique est complété par deux ruisseaux temporaires, collectant principalement les eaux de ruissellement et de drainage agricole, l'un de ces ruisseaux traversant le plateau à l'ouest de l'Indre dans laquelle il se jette en limite de Reignac-sur-Indre, et l'autre, venant du plateau est, rejoignant l'Indrois presque au niveau de la confluence avec l'Indre.
Trois zones humides ont été répertoriées sur la commune par la direction départementale des territoires (DDT) et le conseil départemental d'Indre-et-Loire : « la vallée de l'Indrois de la prairie de la Mourière à la confluence », « la vallée de l'Indre : de la Grande Héronde au Moulin de la Follaine » et « la vallée de l'Indre : d'Azay-sur-Indre à la Thibaudière »,.

### Paysages naturels

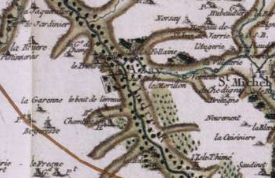
Azay-sur-Indre sur la carte de Cassini.

Trois types de paysages naturels, directement dépendants de la géologie et de la topographie d'Azay-sur-Indre, se rencontrent sur le territoire de la commune.
Les fonds des vallées de l'Indre et de l'Indrois ainsi que la zone proche de leur confluent sont le lieu d'élection des prairies naturelles et plus tard, artificielles, installées par l'homme pour y pratiquer l'élevage. On y trouve également des peupleraies ainsi que des cultures dont les besoins en eau sont importants, comme le maïs.
Les pentes des flancs de vallée, reliant le fond des vallées aux coteaux, autrefois consacrées à la viticulture, sont aujourd'hui recouvertes de bois plus ou moins continus. Ces bois sont occasionnellement exploités.
Les plateaux de la Champeigne à l'ouest et de la Gâtine à l'est, sont dévolus depuis très longtemps à l'agriculture. Les parcelles agricoles sont de plus en plus grandes et, au fil des remembrements, les arbres isolés ou en bouquets ainsi que les haies ont peu à peu disparu.

### Climat
Pour des articles plus généraux, voir Climat du Centre-Val de Loire et Climat d'Indre-et-Loire.
En 2010, le climat de la commune est de type climat océanique dégradé des plaines du Centre et du Nord, selon une étude du CNRS s'appuyant sur une série de données couvrant la période 1971-2000. En 2020, Météo-France publie une typologie des climats de la France métropolitaine dans laquelle la commune est exposée à un climat océanique altéré et est dans la région climatique Moyenne vallée de la Loire, caractérisée par une bonne insolation (1 850 h/an) et un été peu pluvieux.
Pour la période 1971-2000, la température annuelle moyenne est de 11,1 °C, avec une amplitude thermique annuelle de 14,8 °C. Le cumul annuel moyen de précipitations est de 679 mm, avec 10,9 jours de précipitations en janvier et 6,7 jours en juillet. Pour la période 1991-2020, la température moyenne annuelle observée sur la station météorologique de Météo-France la plus proche, « Reignac », sur la commune de Reignac-sur-Indre à 3 km à vol d'oiseau, est de 12,1 °C et le cumul annuel moyen de précipitations est de 668,5 mm,. Pour l'avenir, les paramètres climatiques de la commune estimés pour 2050 selon différents scénarios d'émission de gaz à effet de serre sont consultables sur un site dédié publié par Météo-France en novembre 2022.

### Voies de communication et transports

#### Liaisons aériennes
À 45 minutes de trajet routier et autoroutier depuis Azay-sur-Indre, l'aéroport de Tours Val de Loire (code IATA : TUF • code OACI : LFOT) propose en 2014 des dessertes régulières à destination d'Ajaccio, Figari, Marseille, Dublin, Londres-Stansted, Marrakech et Porto ; d'autres dessertes, saisonnières ou occasionnelles, sont assurées.

#### Infrastructure routière
La principale voie de communication routière traversant le territoire d'Azay-sur-Indre est la D 943 (anciennement N 143) qui emprunte le plateau à l'ouest de l'Indre et se développe en ligne presque droite entre Tours et Loches, à respectivement 28 km et 12 km d'Azay-sur-Indre ; entre Cormery et Loches, elle est doublée par la D 17 qui suit la vallée de l'Indre et dessert directement le centre de la commune.

#### Transports en commun
Les habitants d'Azay-sur-Indre peuvent se rendre à Loches ou Tours en train, en empruntant la ligne TER Centre-Val de Loire Tours-Loches, accessible à partir des haltes de Chambourg-sur-Indre ou Reignac-sur-Indre. Ils ont également la possibilité de rejoindre Tours ou Loches par une liaison TER Centre-Val de Loire en autocar avec une halte dans le centre-bourg d'Azay-sur-Indre.

## Urbanisme

### Typologie
Au 1er janvier 2024, Azay-sur-Indre est catégorisée commune rurale à habitat dispersé, selon la nouvelle grille communale de densité à sept niveaux définie par l'Insee en 2022.
Elle est située hors unité urbaine. Par ailleurs la commune fait partie de l'aire d'attraction de Tours, dont elle est une commune de la couronne,. Cette aire, qui regroupe 162 communes, est catégorisée dans les aires de 200 000 à moins de 700 000 habitants,.

### Occupation des sols
L'occupation des sols de la commune, telle qu'elle ressort de la base de données européenne d’occupation biophysique des sols Corine Land Cover (CLC), est marquée par l'importance des territoires agricoles (87,8 % en 2018), une proportion identique à celle de 1990 (87,8 %). La répartition détaillée en 2018 est la suivante : 
terres arables (69,2 %), prairies (12,9 %), forêts (10,4 %), zones agricoles hétérogènes (5,7 %), zones urbanisées (1,9 %). L'évolution de l’occupation des sols de la commune et de ses infrastructures peut être observée sur les différentes représentations cartographiques du territoire : la carte de Cassini (XVIIIe siècle), la carte d'état-major (1820-1866) et les cartes ou photos aériennes de l'IGN pour la période actuelle (1950 à aujourd'hui).

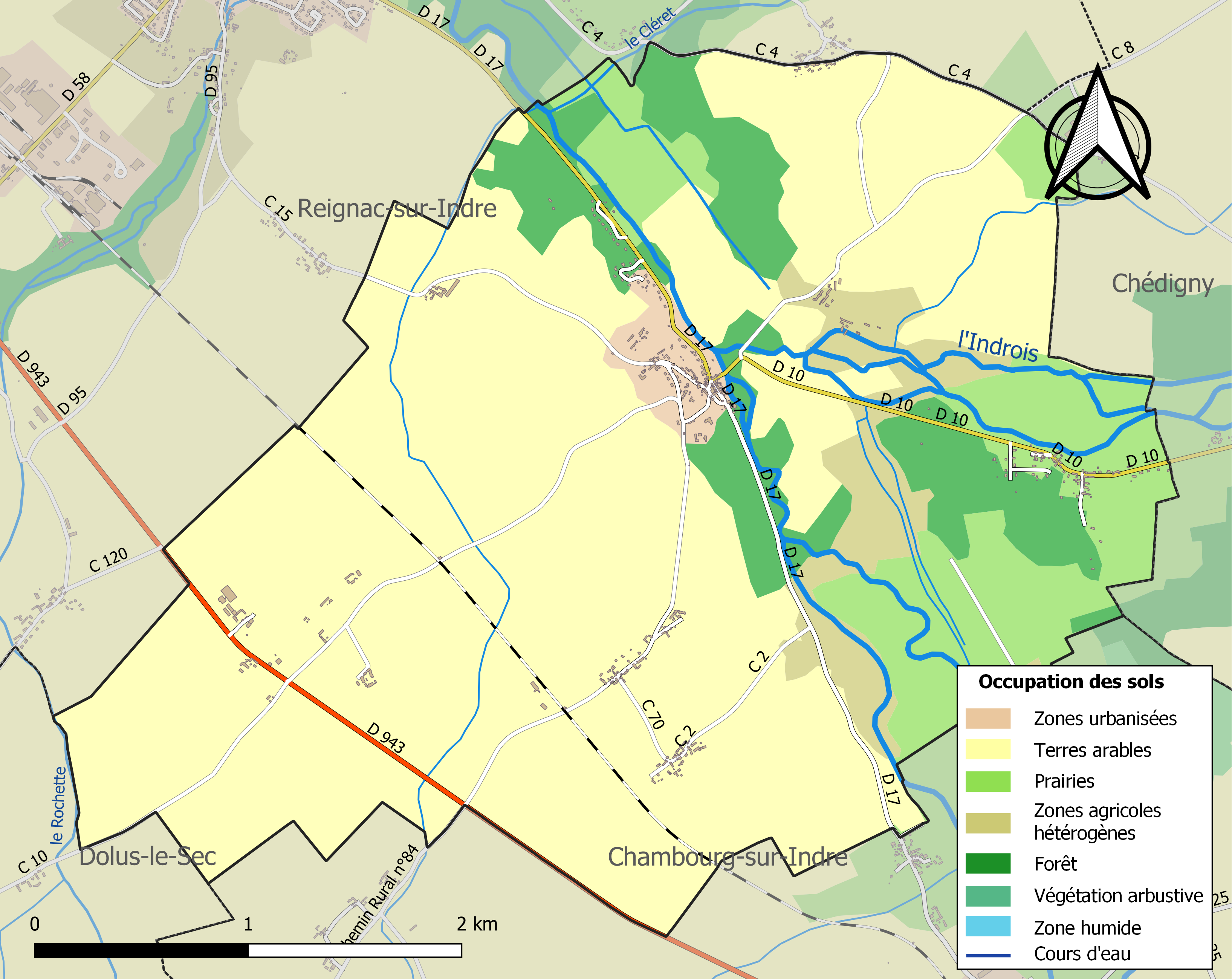
Carte des infrastructures et de l'occupation des sols de la commune en 2018 (CLC).

### Morphologie urbaine

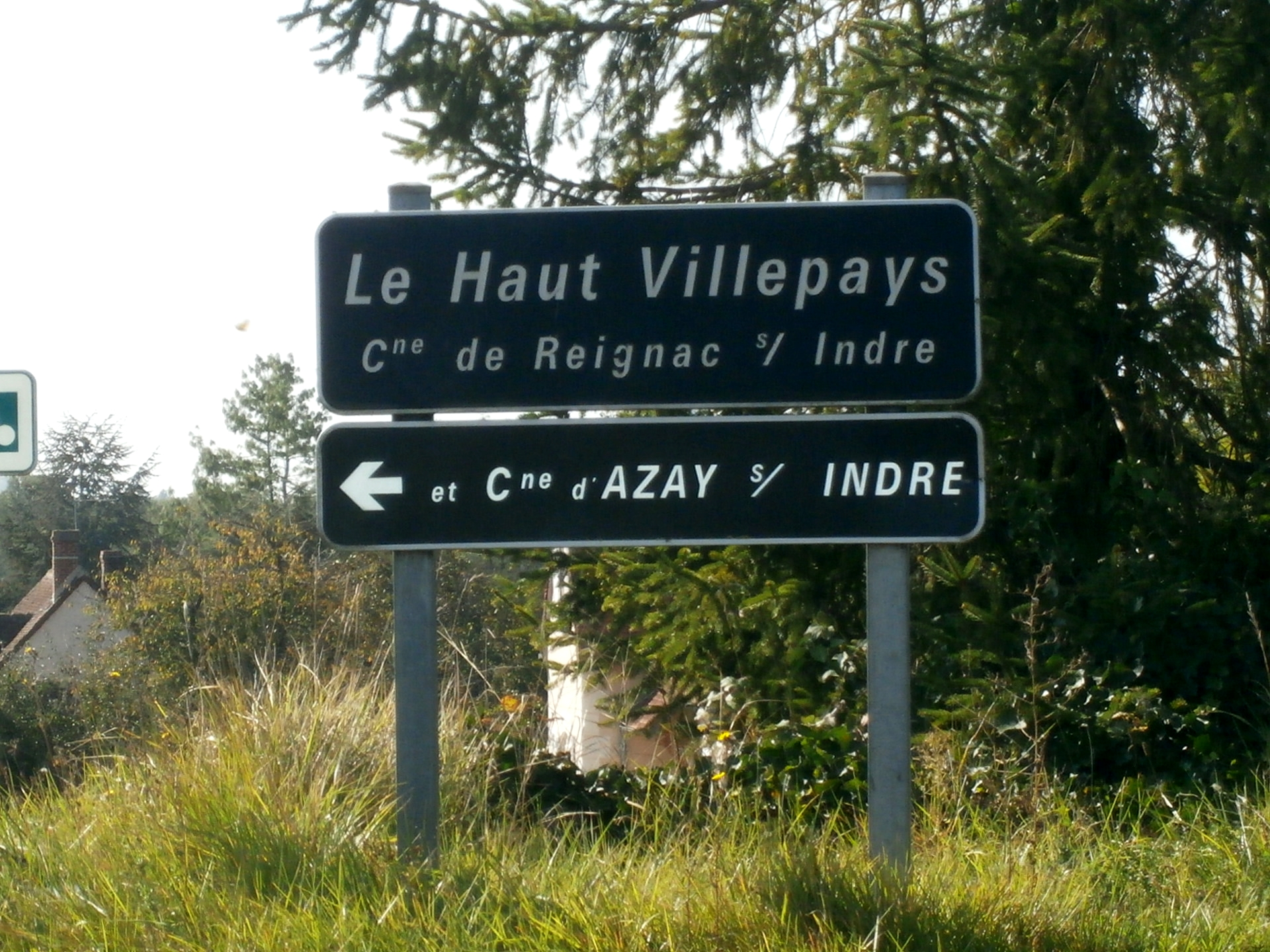
Panneaux indicateurs de Villepays.

La commune d'Azay-sur-Indre voit son habitat traditionnel organisé selon trois systèmes,. Le bourg est bâti au flanc du coteau au-dessous du château et jusqu'à la vallée de l'Indre ; aucune maison n'a été construite sur la rive droite de l'Indre, au voisinage du confluent avec l'Indrois, cette zone étant régulièrement inondée, mais le bourg s'est étendu depuis une vingtaine d'années avec la construction d'une zone pavillonnaire (35 habitations environ), toujours à flanc de coteau, le long de la D 17 en direction de Reignac-sur-Indre. Une dizaine de hameaux ou lieux-dits sont composés de plusieurs habitations ; les plus importants, Chamboisson et Morillon comptant une dizaine de foyers. Des exploitations agricoles isolées, principalement sur le plateau à l'ouest du territoire communal, s'intercalent entre les hameaux.
Parmi les hameaux et lieux-dits d'Azay-sur-Indre, Morillon, dans la vallée de l'Indrois, et le Haut Chamboisson sur le plateau de la rive gauche de l'Indre, sont d'anciens fiefs qui conservent au XXIe siècle une population non négligeable ; le Grand Bergeresse est également un ancien fief, la Follaine une ancienne châtellenie alors que le Haut-Villepays est partagé entre deux communes, les habitations situées au nord du chemin communal de Reignac-sur-Indre à Chédigny se trouvant sur le territoire de Reignac-sur-Indre alors que celles situées au sud sont rattachées à Azay-sur-Indre.

### Logement
Au travers de quelques indicateurs, le tableau ci-dessous présente la situation du logement à Azay-sur-Indre et dans l'ensemble de l'Indre-et-Loire en 2011, :
|                                                    | Azay-sur-Indre | Indre-et-Loire |
| -------------------------------------------------- | -------------- | -------------- |
| Part des résidences principales (en %)             | 79,4           | 88,9           |
| Part des logements vacants (en %)                  | 8,6            | 7,6            |
| Part ménages propriétaires de leur logement (en %) | 84,8           | 58,4           |

L'habitat à Azay-sur-Indre se caractérise par un taux d'occupation des logements un peu inférieur à la moyenne départementale et par une très forte proportion de ménages propriétaires de leur habitation, supérieure de 26 points à la moyenne départementale : le logement locatif est peu présent. Le pourcentage de logements vacants, un peu supérieur à la moyenne départementale, est en hausse de 1,2 point par rapport à 2006. En 2011, près de 58 % des ménages résident dans la commune depuis plus de 10 ans. En 1945, on dénombrait 81 résidences principales ; entre 1946 et 1990, 56 résidences principales supplémentaires se sont construites, puis 24 nouvelles entre 1991 et 2008, exclusivement sous forme de maisons individuelles : le nombre de résidences principales à Azay-sur-Indre a doublé depuis la fin de la Seconde Guerre mondiale,.
Les résidences secondaires, en 2011, représentent 12 % des habitations d'Azay-sur-Indre, valeur presque trois fois plus élevée que la moyenne de l'Indre-et-Loire qui s'établit à 4,4 %,.

### Aménagements récents ou en projet
Le schéma de cohérence territoriale (SCOT) de la communauté de communes Loches Développement présenté en 2004 ne prévoit pas d'urbanisation future sur la commune d'Azay-sur-Indre.
En 2013, le hameau de Morillon bénéficie de travaux d'installation d'un réseau d'assainissement collectif et des travaux de sécurisation de la circulation des piétons dans le centre-bourg, déjà engagés doivent être poursuivis en 2014.

### Risques naturels

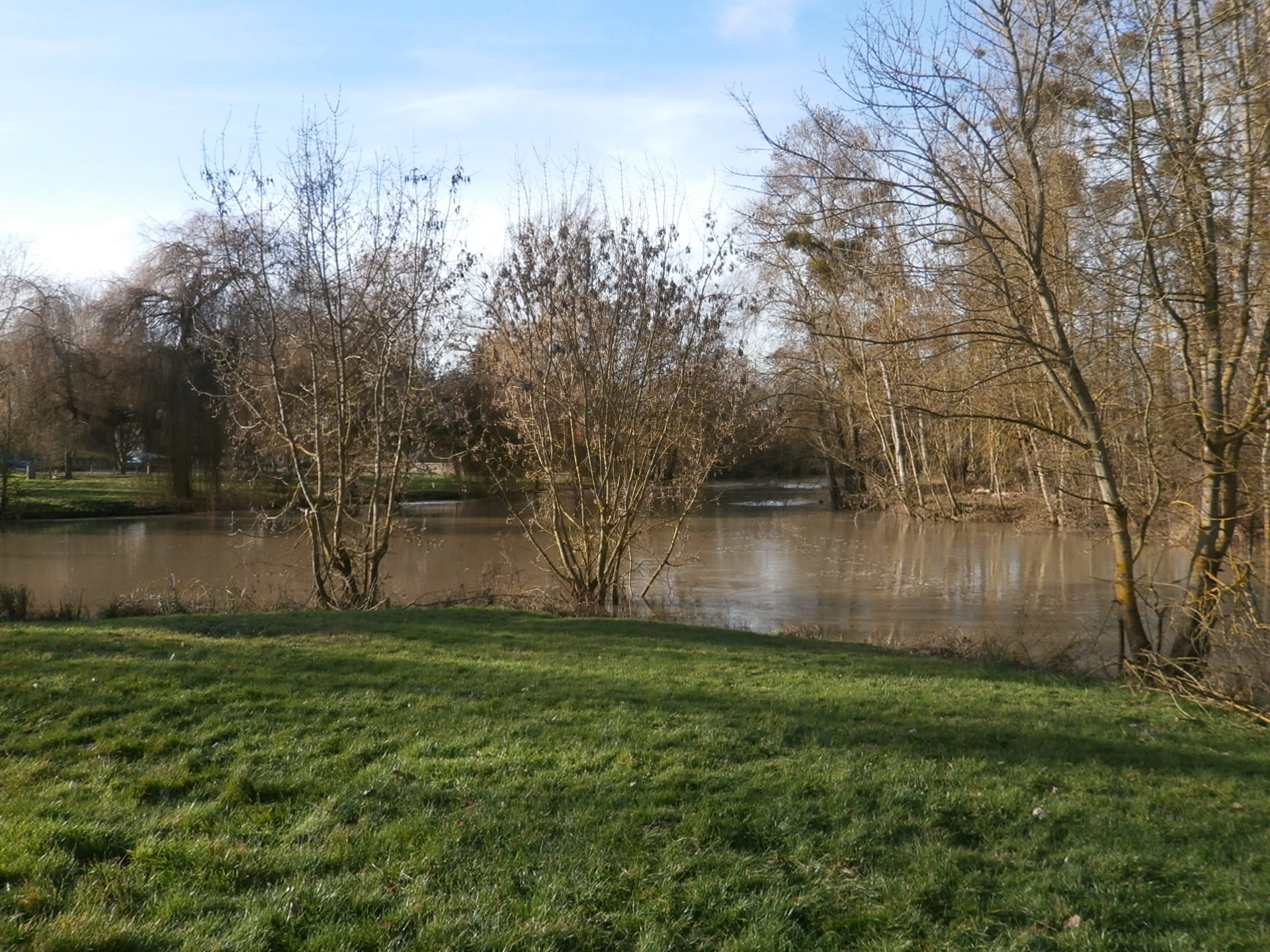
Le confluent de l'Indre (à gauche) et de l'Indrois (à droite).

Un plan de prévention des risques naturels prévisibles d'inondation pour le val de l'Indre a été adopté en 2005 ; en raison de la situation de la commune au confluent de l'Indre et de l'Indrois, les dispositions de ce plan s'appliquent à Azay-sur-Indre. Certaines habitations se trouvent en zone inondable.
En relation étroite avec son zonage géologique et comme les communes environnantes, le territoire communal d'Azay-sur-Indre est exposé, à des degrés divers selon les zones concernées, à un risque de mouvements de terrain consécutifs à la sécheresse et dus à des phases successives de retrait-gonflement des argiles pouvant fragiliser les fondations des bâtiments.
Le plateau de la rive gauche de l'Indre est exposé à un aléa « fort » vis-à-vis de ce risque, celui de la rive droite n'est soumis qu'à un risque « moyen », alors que les vallées de l'Indre, de l'Indrois et de leurs affluents ne sont soumises qu'à un aléa « faible» voire « nul » ; le zonage communal et l'échelle d'aléas sont définis par le Bureau de recherches géologiques et minières (BRGM).
Même si le département d’Indre-et-Loire, notamment sa frange sud-ouest, a connu dans l’histoire plusieurs tremblements de terre d’importance non négligeable (38 séismes y ont été recensés entre 577 et le XXe siècle,), la commune d'Azay-sur-Indre est située en zone de sismicité faible, soit de niveau 2 sur une échelle de 1 à 5, alors que le risque sismique en Indre-et-Loire varie, selon la localité, de 1 (très faible) à 3 (modéré).

## Toponymie
Il est difficile d'être affirmatif quant à l'origine du nom d'Azay-sur-Indre. Deux hypothèses sont également possibles : un dérivé du mot Asiacus (domaine d'Asius), du nom d'un personnage portant ce nom (Asius) et du suffixe -acum ayant généralement le sens de « domaine de » et évoluant en -ay dans beaucoup de régions de langue d'oïl ; une origine pré-celtique As- qualifiant des lieux proches de l'eau. Tous les toponymes Azay ou Azé se rapportent à des lieux situés au bord d'une rivière, d'un lac…
C'est en 1096 qu'un cartulaire de Noyers cite pour la première fois Aziacus, mais, à la même époque, le qualificatif captivum sera ajouté pour Azay-le-Chétif, en raison de la faible superficie du territoire, avant que les propriétaires successifs du fief n'associent leur nom à celui d'Azay. C'est la carte de Cassini qui, au XVIIIe siècle, fixera définitivement le nom d'Azay-sur-Indre.
Plusieurs toponymes communaux évoquent une très ancienne activité sidérurgique liée à l'extraction ou au traitement du minerai de fer, comme les Trois Minées ou les Champs Noirs.
L'Indre est mentionnée pour la première fois par Grégoire de Tours au VIe siècle sous le nom de fluvium Angerem (La Vie des Pères, chap. XVIII). Ce nom est souvent attribué à une évolution du francique anger (prairie herbeuse) d'après la racine ang- ou angr-. L'Indrois, dérivé en -iscus du nom de l'Indre, apparaît dans un cartulaire de l'abbaye de Cormery en 850 (Andriscus).

## Histoire

### Préhistoire
Un biface acheuléen, un vase du Néolithique et trois haches de l'âge du bronze ont été découverts sur un même site proche du confluent de l'Indre et de l'Indrois. Ces objets témoignent de la présence (permanente ou épisodique) de l'homme sur ce site sur une période de plus de 150 000 ans. Le même site a également livré une centaine d'objets (grattoirs, lames, nucléus) datables du Mésolithique mais, ces objets ayant été trouvés en surface dans un secteur alluvionnaire, ils peuvent avoir été charriés jusqu'à cet emplacement par des crues de l'Indre. Un lieu-dit baptisé la Pierre Sent-les-Œufs, dans la vallée de l'Indre et non loin du bourg, pourrait garder la mémoire d'un mégalithe disparu, ayant été utilisé comme pierre à offrandes sur laquelle on déposait des œufs.

### Protohistoire et Antiquité
Une campagne de prospection archéologique par photos aériennes réalisée en 1994 met en évidence, sur le plateau de la rive droite d'Azay-sur-Indre, au-dessus du château de la Folaine, la trace d'une enceinte quadrangulaire antique, mais plus probablement laténienne et liée à des activités agricoles.
Une voie antique traverse le territoire communal. Venue de Chambourg-sur-Indre et se dirigeant vers Reignac-sur-Indre, elle suivait la rive droite de l'Indre, dans la vallée, au pied du coteau. Cette voie franchit l’Indrois au niveau du moulin de la Folaine, au moyen d’un gué à planche, dispositif dans lequel les piétons utilisent une passerelle dépassant à peine le niveau de l’eau et établie sur des pieux, animaux et véhicules traversant à côté, dans l’eau peu profonde. Des traces de cet aménagement, toujours visibles dans les années 1990 à la Folaine, sur l’un des bras de l’Indrois, ont été depuis détruits par des travaux d'aménagement des rives.

### Moyen Âge
L'histoire d'Azay-sur-Indre semble mal documentée, tant par les sources écrites que par les archives du sol, jusqu'à la fin du premier millénaire et la rédaction des chartes liées au fondations d'abbayes en Touraine. La guerre d'influence entre les comtes d'Anjou et de Blois, qui a laissé de nombreuses traces dans une grande partie de la Touraine du Sud, ne paraît pas avoir marqué le territoire d'Azay-sur-Indre.
Vers 1096, Hyrvisus (ou Ervisus) Cabruns fait don de son fief d'Aziacus à l'abbaye de Noyers ; il se retire alors dans cette abbaye où il finit sa vie. À la fin du XIIe siècle, un chevalier, Guillaume d'Azay acquiert Azay. Le village est alors nommé Azay-le-Chétif ; il devient ensuite Azay-le Cardonne lorsqu'il échoit à Jean-François de Cardonne, général des finances de 1492 à 1516 sous Charles VIII, Louis XII et François Ier et s'appelle Azay-le-Chadieu quand en juin 1586 il devient le fief d'Amblard de Chadieu,.
Après 1365, les Anglais, ayant échoué dans la conquête de Loches, établissent l'un de leurs camps de base à Azay-sur-Indre ; pour les en déloger, le gouverneur de Touraine fait brûler le village qui y gagne un surnom supplémentaire : Azay-le-Brûlé,, mais ce surnom, resté d'usage courant, ne semble pas avoir été utilisé dans des documents officiels.

### Époques moderne et contemporaine

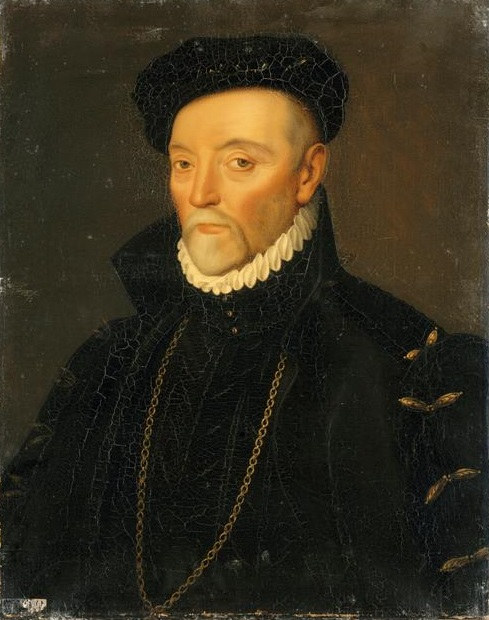
Le maréchal de Cossé.
Huile sur toile, XVIe siècle.

Deux moulins, établis sur l'Indrois à Morillon et la Folaine, détruits pendant la guerre de Cent Ans, sont reconstruits aussitôt après. En 1469, le seigneur de la Folaine, probablement désireux de s'assurer du monopole de la meunerie à Azay, fait détruire pour la deuxième fois la levée protégeant le moulin de Morillon, propriété du chapitre de la collégiale de Loches ; un accord entre les deux parties intervient heureusement et la levée est reconstruite.
À l'époque des guerres de religion, les soldats du maréchal de Cossé en garnison à Loches, mal payés, pillent Azay-sur-Indre.

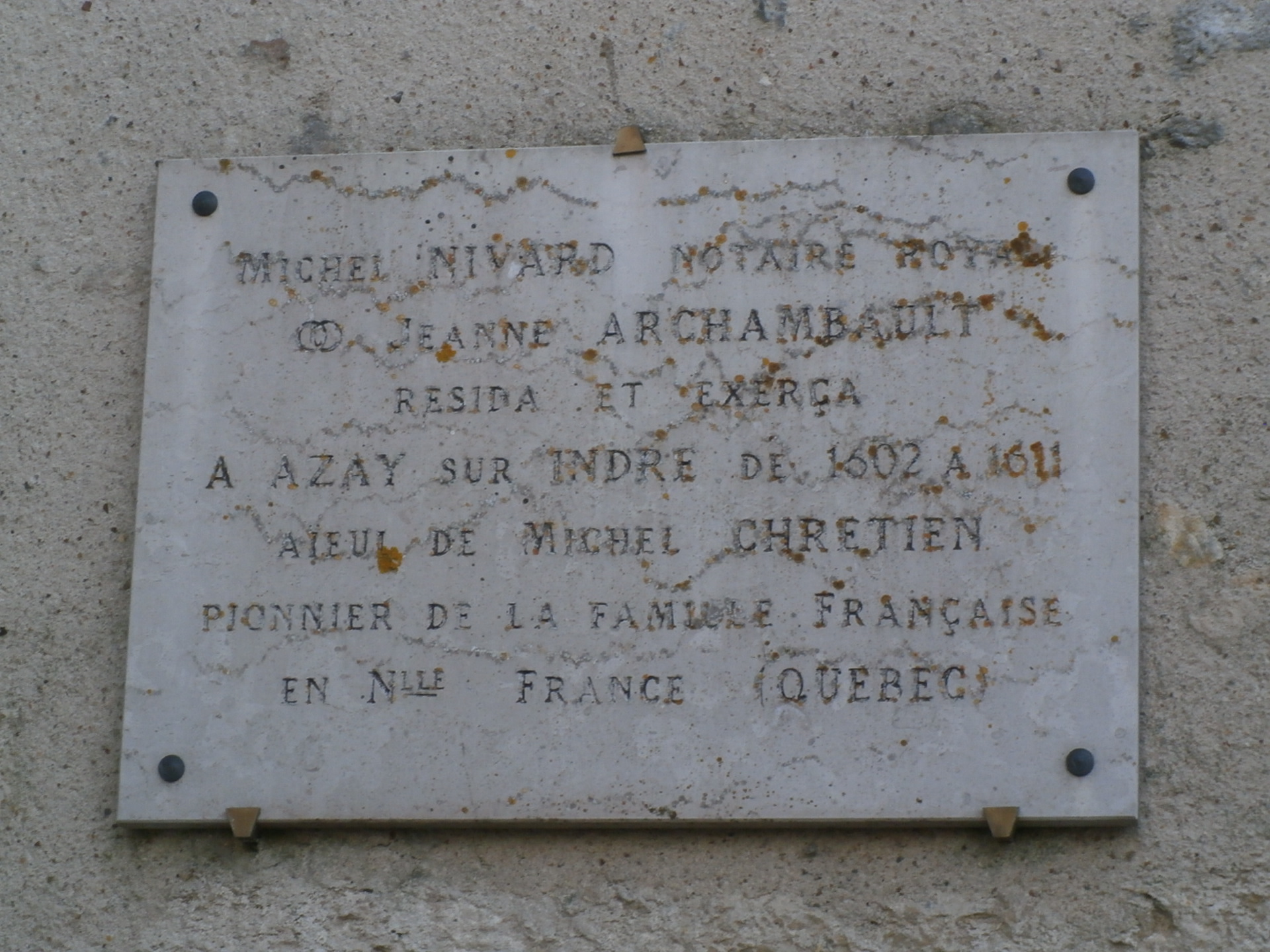
Plaque commémorative.

Une plaque commémorative, apposée sur l'église d'Azay-sur-Indre en 1994 par la Municipalité à l'initiative de Jean-Marie Germe à la suite de ses recherches sur la famille Chrétien-Nyvard, rappelle que « Michel Nivard, notaire royal [...], résida et exerça à Azay-sur-Indre de 1602 à 1611 [...] ». Il était le grand-père maternel de Michel Chrétien, l'un des pionniers de la fondation de la seigneurie Saint-Joseph, dans la paroisse (aujourd'hui arrondissement) de Charlesbourg à Québec, en 1665 ; Québec était alors la capitale de la vice royauté de la Nouvelle-France.

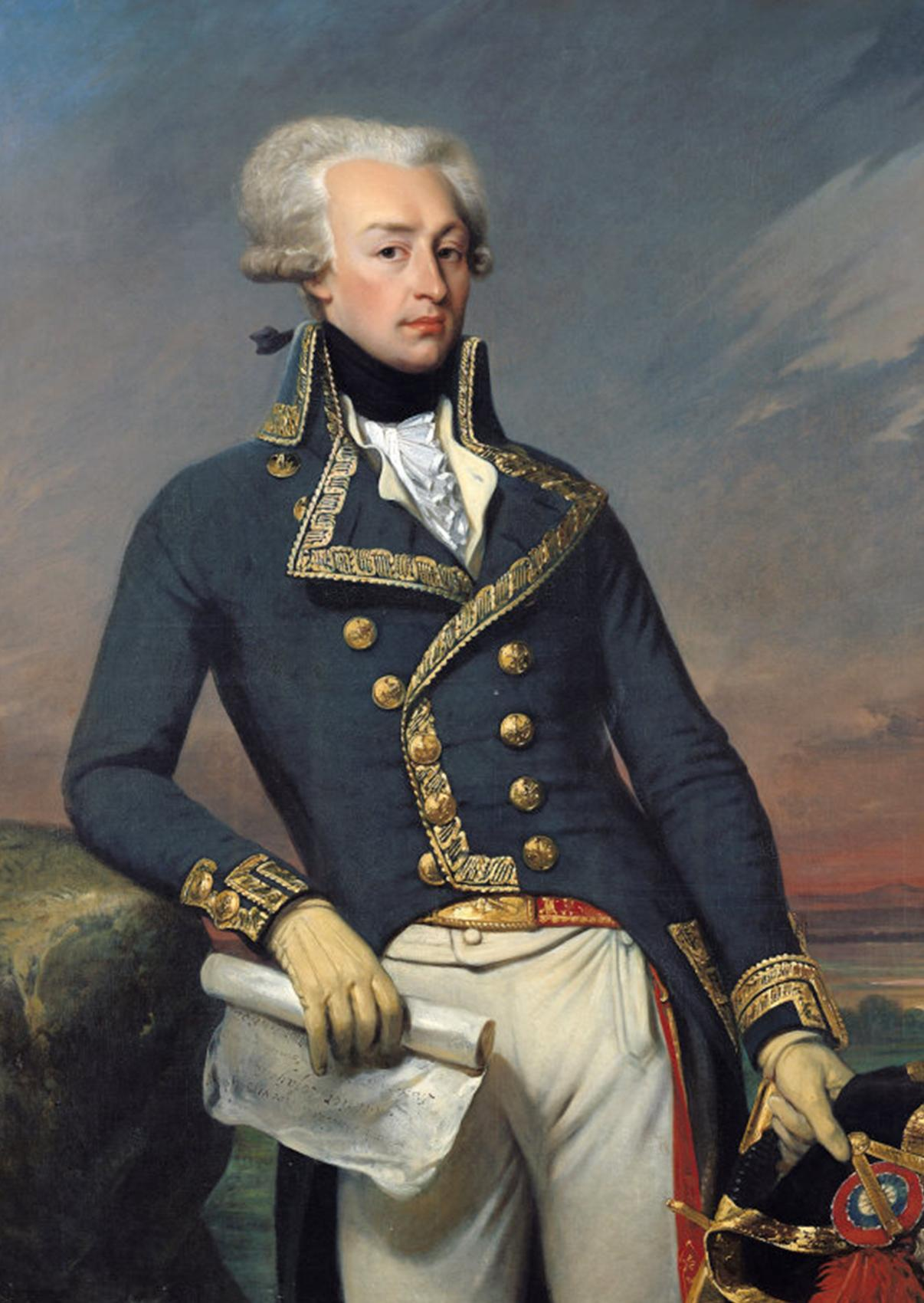
La Fayette, par Joseph-Désiré Court (1834).

Jusqu'à la Révolution française, le château de la Folaine est une copropriété de Gilbert du Motier de La Fayette et de son cousin Hugues-Thibault-Henri-Jacques, marquis de Lusignan. Considérés comme émigrés, ils en sont dépossédés et les biens, soit une surface de 84 hectares, vendus en 33 lots distincts. Partiellement réhabilités dans leurs droits, il leur est versé une rente compensatoire en application de la loi du 27 avril 1825, faute pour eux de pouvoir récupérer ces biens.
En 1879, la nouvelle ligne de chemin de fer, en provenance de Tours et à destination de Loches puis Châteauroux, traverse le territoire d'Azay-sur-Indre sur le plateau à l'ouest du bourg. Aucune gare n'est prévue sur la commune. À plusieurs reprises, en 1906, puis en 1908, la municipalité d'Azay demande à la Compagnie des chemins de fer d'Orléans la construction de cet équipement, utile à la commune et à ses voisines ; la demande est réitérée en 1909 puis en 1912, en vain.
Vingt Azéens meurent au combat pendant la Première Guerre mondiale, soit environ 1 habitant sur 18.
Le 20 juin 1940, pour tenter de ralentir la progression du VIIIe corps d’armée allemand qui a contourné Tours par Amboise et le sud-est de la Touraine et tente de rejoindre la Vienne pour contrôler l'axe routier Tours-Bordeaux avant d'atteindre la côte atlantique, le pont d’Azay est détruit, comme la plupart des ponts sur l’Indre. Les troupes allemandes traversent à Saint-Hippolyte, au sud de Loches, sur un pont encore intact ou à Reignac sur un pont militaire qu’elles ont installé. Le monument aux morts installé dans le cimetière d'Azay-sur-Indre ne porte pas mention d'Azéens victimes du second conflit mondial.

## Politique et administration

### Situation administrative
Azay-sur-Indre fait partie du canton de Loches, qui regroupe, à la suite du redécoupage cantonal de 2014, 28 communes autour de Loches, le chef-lieu de canton.
La commune est rattachée à l'arrondissement de Loches et à la 3e circonscription de l'Indre-et-Loire.

### Tendances politiques et résultats
Les électeurs d'Azay-sur-Indre semblent avoir un comportement électoral différent selon le type de scrutin au cours duquel ils s'expriment. Lors des élections présidentielles, ils votent majoritairement pour le candidat de droite ; il en est de même pour le seul scrutin cantonal référencé, où le candidat élu est de plus le maire de la commune voisine de Chédigny. Les élections régionales et législatives sont, par contre, localement plus favorables au candidat de la gauche. Il est plus difficile de commenter les résultats des élections municipales et européennes, dont le mode de scrutin se prête mal à l'émergence d'une orientation politique claire même si, lors des élections européennes de 2014, le candidat du Front national devance « d'une courte tête » celui de l'UMP.

#### Élection présidentielle de 2017
En 2017, au deuxième tour des élections présidentielles, Emmanuel Macron (En marche !), élu, a obtenu 65,60 % des voix et Marine Le Pen (FN), 34,40 %. Le taux de participation s'est élevé à 83,95 %.

#### Élections municipales
Le nombre d'habitants lors des derniers recensements étant compris entre 100 et 499 habitants, le nombre de membres du conseil municipal est de 11.
Lors des élections municipales de 2008, les 11 candidats ont été élus dès le premier tour ; le taux de participation était de 76,01 %.
Lors du scrutin municipal de 2014, les 11 candidats ont été élus dès le premier tour ; le taux de participation était de 75,56 %.

### Instances judiciaires et administratives
Jusqu'en fin 2009, les habitants d'Azay-sur-Indre relevaient de la juridiction du tribunal d'instance de Loches. Depuis le 1er janvier 2010, dans le cadre de la réforme de la carte judiciaire, c'est le tribunal d'instance de Tours qui est compétent pour l'ensemble du département dans tous les domaines juridictionnels, à l'exception de la cour d'appel et du tribunal administratif qui siègent à Orléans.
La commune se trouve dans la circonscription de gendarmerie de la brigade de proximité de Loches.

### Intercommunalité
Azay-sur-Indre fait partie, depuis sa création le 31 décembre 1995, de la communauté de communes Loches Développement qui regroupe vingt communes pour une population de 21 550 habitants, dont 6 455 pour la seule commune de Loches, en 2011. Elle intègre, le 1er janvier 2017, la Communauté de communes Loches Sud Touraine.
Le syndicat intercommunal d'énergie d'Indre-et-Loire (SIEIL) assure le contrôle et la coordination de l'ensemble des concessionnaires opérant sur l'Indre-et-Loire dans le domaine de la distribution de gaz et d'électricité ; il intervient également sur le renforcement du réseau de distribution d'électricité. Fondé en 1937, il a progressivement évolué dans le contexte d'ouverture des marchés de l'énergie à la concurrence.
Par arrêté préfectoral en date du 23 avril 2008, toutes les communes d'Indre-et-Loire, Tours exceptée, adhèrent au SIEIL à titre individuel.
Azay-sur-Indre, Chédigny et Saint-Quentin-sur-Indrois ont créé en 1983 un syndicat intercommunal à vocation unique (SIVU) chargé d'organiser et assurer le transport scolaire des enfants dans le cadre d'un regroupement scolaire ; voir à ce sujet la section consacrée à l'enseignement. Son siège social se trouve à Chédigny.
Un autre SIVU, auquel adhère la commune d'Azay-sur-Indre au même titre que 48 autres communes du Lochois, prend en charge le transport des collégiens et lycéens entre leurs communes respectives et les établissements d'enseignement secondaire, publics comme privés, ouverts dans le périmètre de compétences de ce SIVU. Il s'agit du syndicat intercommunal de transport scolaire du Lochois dont le siège se trouve à Ferrière-sur-Beaulieu et qui travaille en convention avec un transporteur professionnel.

### Politique environnementale
La Communauté de communes Loches Sud Touraine gère la politique environnementale sur l'ensemble de son territoire.

#### Eau et assainissement
La Régie eau potable et assainissement prend en charge l'organisation de la distribution d'eau potable et l'entretien du réseau d'assainissement.
Au 31 décembre 2012, le service d'adduction d'eau potable dessert 217 abonnés. Celle-ci est prélevée dans trois forages, situés sur la commune voisine de Reignac-sur-Indre et exploitant la nappe du séno-turonien. Après déferrisation et traitement UV, l'eau est distribuée ou envoyée dans un réservoir de stockage temporaire (château d'eau) situé sur le plateau entre Azay et Reignac-sur-Indre, et qui dessert les deux communes,.
À la même date, le dispositif d'assainissement collectif dessert, à Azay-sur-Indre, 77 abonnés domestiques. Le traitement des eaux usées est assuré par deux fosses septiques toutes eaux (FSTE) équipées de filtres à sable ; la première, d'une capacité de 90 EH (équivalent-habitant), dessert le centre-bourg ; la seconde, d'une capacité de 75 EH, collecte les effluents d'un lotissement récent implanté au bord de la D 17, en direction de Reignac-sur-Indre.

#### Déchets ménagers
Une collecte hebdomadaire des ordures ménagères est assurée. Des conteneurs pour les déchets recyclables sont disposés sur plusieurs sites du territoire communal. Les habitants d'Azay-sur-Indre peuvent en outre se procurer des bacs pour le compostage de leurs déchets végétaux. Enfin, ils ont accès aux déchetteries de Chanceaux-près-Loches ou de Tauxigny, distantes l'une comme l'autre de 10,4 km.

### Finances locales
Le tableau ci-dessous présente quelques éléments des finances locales d'Azay-sur-Indre, durant une période de neuf ans :
| Années | Résultat comptable | Résultat comptable   | Besoin () ou capacité () de · financement des investissements | Besoin () ou capacité () de · financement des investissements | Capacité d'autofinancement (CAF) | Capacité d'autofinancement (CAF) |
| Années | Azay               | Moyenne de la strate | Azay                                                          | Moyenne de la strate                                          | Azay                             | Moyenne de la strate             |
| ------ | ------------------ | -------------------- | ------------------------------------------------------------- | ------------------------------------------------------------- | -------------------------------- | -------------------------------- |
| 2005   | 166                | 133                  | 42                                                            | 7                                                             | 369                              | 134                              |
| 2006   | 142                | 139                  | 47                                                            | 17                                                            | 145                              | 140                              |
| 2007   | 136                | 156                  | 215                                                           | 25                                                            | 109                              | 159                              |
| 2008   | 213                | 142                  | 92                                                            | 12                                                            | 216                              | 146                              |
| 2009   | 149                | 140                  | 186                                                           | 9                                                             | 152                              | 145                              |
| 2010   | 133                | 134                  | 352                                                           | 16                                                            | 136                              | 140                              |
| 2011   | 154                | 157                  | 256                                                           | 1                                                             | 154                              | 162                              |
| 2012   | 151                | 160                  | 29                                                            | 1                                                             | 192                              | 168                              |
| 2013   | 113                | 147                  | 58                                                            | 11                                                            | 128                              | 156                              |

Quelques remarques peuvent être faites, en comparant Azay-sur-Indre aux autres communes de la même strate (communes de 250 à 500 habitants). Le résultat comptable et la capacité d'autofinancement évoluent de manière assez comparable, sans qu'aucune de leurs valeurs soient particulièrement remarquables. La capacité de la commune à financer ses investissements subit les mêmes fluctuations que la moyenne de sa strate, avec toutefois une amplitude plus forte.

## Population et société

### Démographie

#### Évolution démographique
Les registres paroissiaux d'Azay, connus à partir de 1683, indiquent une population de 85 feux en 1709 et 93 en 1789, avant la mise en place des recensements individuels.
L'évolution du nombre d'habitants est connue à travers les recensements de la population effectués dans la commune depuis 1793. Pour les communes de moins de 10 000 habitants, une enquête de recensement portant sur toute la population est réalisée tous les cinq ans, les populations de référence des années intermédiaires étant quant à elles estimées par interpolation ou extrapolation. Pour la commune, le premier recensement exhaustif entrant dans le cadre du nouveau dispositif a été réalisé en 2005.

En 2022, la commune comptait 363 habitants, en évolution de −4,72 % par rapport à 2016 (Indre-et-Loire : +1,67 %, France hors Mayotte : +2,11 %).
| 1793 | 1800 | 1806 | 1821 | 1831 | 1836 | 1841 | 1846 | 1851 |
| ---- | ---- | ---- | ---- | ---- | ---- | ---- | ---- | ---- |
| 359  | 459  | 414  | 409  | 427  | 452  | 461  | 455  | 464  |

| 1856 | 1861 | 1866 | 1872 | 1876 | 1881 | 1886 | 1891 | 1896 |
| ---- | ---- | ---- | ---- | ---- | ---- | ---- | ---- | ---- |
| 461  | 487  | 492  | 477  | 503  | 421  | 413  | 409  | 384  |

| 1901 | 1906 | 1911 | 1921 | 1926 | 1931 | 1936 | 1946 | 1954 |
| ---- | ---- | ---- | ---- | ---- | ---- | ---- | ---- | ---- |
| 398  | 381  | 366  | 322  | 323  | 320  | 321  | 337  | 391  |

| 1962 | 1968 | 1975 | 1982 | 1990 | 1999 | 2005 | 2006 | 2010 |
| ---- | ---- | ---- | ---- | ---- | ---- | ---- | ---- | ---- |
| 341  | 307  | 272  | 289  | 309  | 355  | 371  | 370  | 382  |

| 2015 | 2020 | 2022 | - | - | - | - | - | - |
| ---- | ---- | ---- | - | - | - | - | - | - |
| 383  | 358  | 363  | - | - | - | - | - | - |

#### Pyramide des âges
En 2018, le taux de personnes d'un âge inférieur à 30 ans s'élève à 30,2 %, soit en dessous de la moyenne départementale (34,9 %). À l'inverse, le taux de personnes d'âge supérieur à 60 ans est de 29,0 % la même année, alors qu'il est de 27,8 % au niveau départemental.
En 2018, la commune comptait 188 hommes pour 188 femmes, soit un taux de 50 % de femmes, légèrement inférieur au taux départemental (51,91 %).
Les pyramides des âges de la commune et du département s'établissent comme suit.
| Hommes | Classe d’âge | Femmes |
| ------ | ------------ | ------ |
| 1,1    | 90 ou +      | 0,6    |
| 9,5    | 75-89 ans    | 10,1   |
| 17,9   | 60-74 ans    | 19,0   |
| 21,2   | 45-59 ans    | 22,9   |
| 19,6   | 30-44 ans    | 17,9   |
| 10,6   | 15-29 ans    | 12,3   |
| 20,1   | 0-14 ans     | 17,3   |

| Hommes | Classe d’âge | Femmes |
| ------ | ------------ | ------ |
| 0,9    | 90 ou +      | 2,2    |
| 7,9    | 75-89 ans    | 10,2   |
| 17,3   | 60-74 ans    | 18,1   |
| 19,8   | 45-59 ans    | 19,1   |
| 17,9   | 30-44 ans    | 17,2   |
| 18,5   | 15-29 ans    | 17,5   |
| 17,6   | 0-14 ans     | 15,6   |

L'évolution de la population à Azay-sur-Indre est typique de celle d'une commune rurale : après un exode rural amorcé dès 1880 puis amplifié jusqu'à la fin des années 1970 malgré un sursaut dans les années 1950 dû au baby-boom d'après guerre, le nombre d'habitants augmente à nouveau depuis trente ans, conséquence de la rurbanisation et retrouve sensiblement le niveau de 1950.
Entre 1968 et 2011, l'évolution de la population d'Azay-sur-Indre est calquée sur celle de son solde migratoire : nettement déficitaires sur la période 1968-1975, ces deux valeurs sont par la suite largement positives, comme le montrent les données du tableau ci-dessous,.
|                                           | 1968 - 1975 | 1975 - 1982 | 1982 - 1990 | 1990 - 1999 | 1999 - 2006 | 2006 - 2011 |
| ----------------------------------------- | ----------- | ----------- | ----------- | ----------- | ----------- | ----------- |
| Taux de variation annuel de la population | - 1,7       | + 0,9       | + 0,8       | + 1,6       | + 0,6       | + 0,8       |
| Solde naturel                             | + 0,2       | - 0,2       | - 0,1       | - 0,3       | + 0,3       | + 0,1       |
| Solde migratoire                          | - 1,9       | + 1,0       | + 1,0       | + 1,9       | + 0,3       | + 0,7       |

### Enseignement

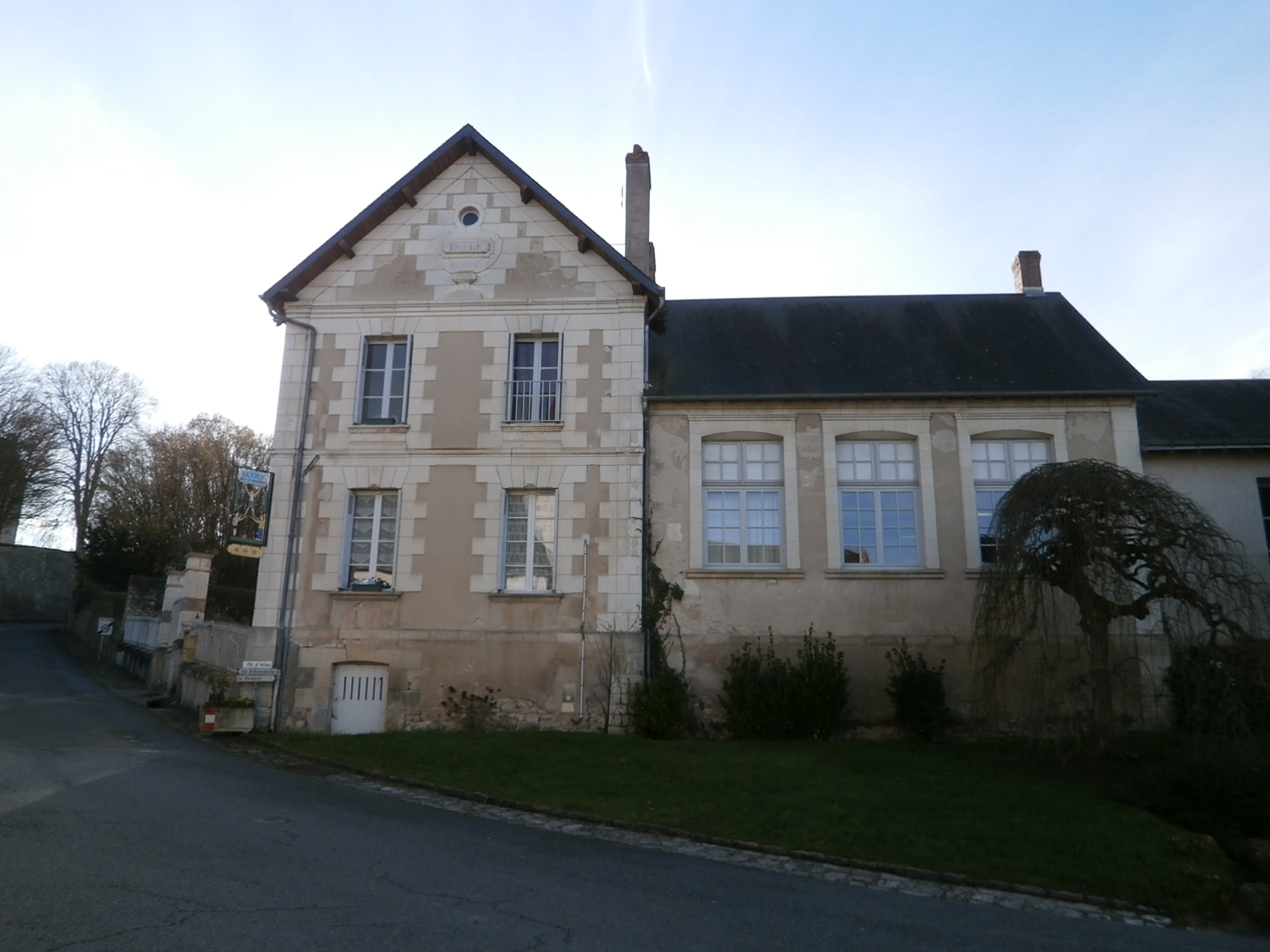
L'école des Trois-Moulins.

La commune d'Azay-sur-Indre est rattachée à l'académie d'Orléans-Tours (zone B) et se situe dans la circonscription de Loches.
Un syndicat intercommunal de regroupement scolaire (SIRS) couvre les communes d'Azay-sur-Indre, Chédigny et Saint-Quentin-sur-Indrois. Dans ce cadre, la commune d'Azay-sur-Indre accueille une quarantaine d'enfants dans son école élémentaire. Un dispositif de ramassage scolaire assure le transport des enfants entre leur commune de résidence et leur lieu de scolarisation ; une cantine est installée dans chaque commune.
En 2014, les établissements d'enseignement secondaire les plus proches se trouvent à Loches, avec deux collèges, l'un public, l'autre privé, et trois lycées, dont deux lycées d'enseignement général, l'un public et l'autre privé, et un lycée public d'enseignement professionnel. Le transport des collégiens et lycéens à destination de Loches est assuré par un service d'autocars.
Les établissements d'enseignement supérieur sont tous situés à Tours ou dans sa proche périphérie. Parmi eux, l'université pluridisciplinaire François-Rabelais propose, au sein d'une école polytechnique universitaire et de deux instituts universitaires de technologie s'appuyant sur une quarantaine de laboratoires de recherche, sept unités de formation et de recherche ; l'école supérieure de commerce et de management de Tours-Poitiers offre sur ses deux sites des formations Bac+3 ou Bac+5 ; l'école Brassart de Tours est spécialisée dans les arts graphiques. Dans le domaine agricole, le lycée agricole de Tours-Fondettes prépare au diplôme du brevet de technicien supérieur (BTS, Bac+2).

### Vie culturelle et associative

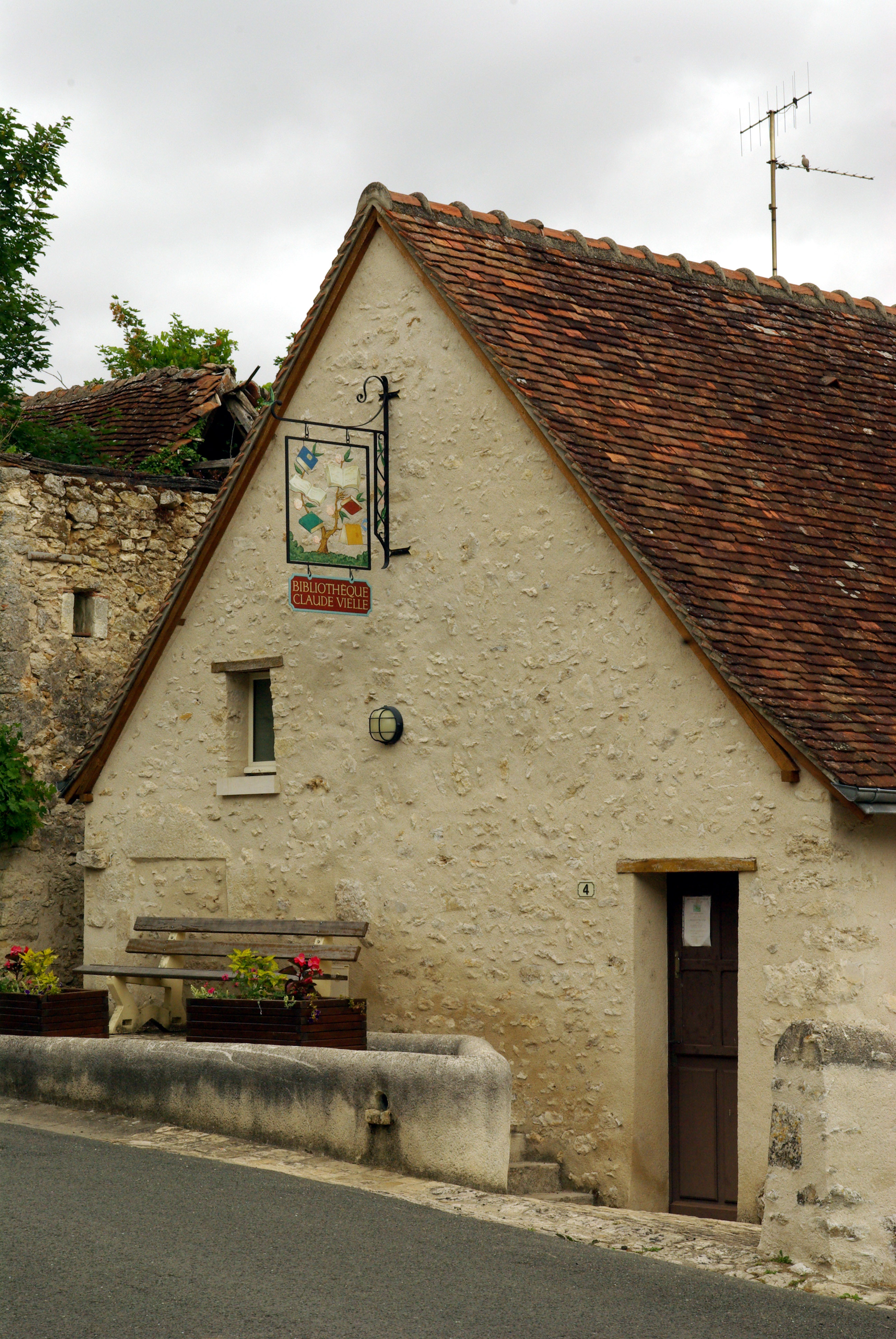
La bibliothèque municipale.

Six associations interviennent à Azay-sur-Indre dans le domaine culturel, une dans le domaine sportif et deux dans le secteur du service à la personne.
La commune d'Azay-sur-Indre dispose d'une bibliothèque municipale, qui fait partie du réseau de la direction de la Lecture publique et du Livre de Touraine, gérée par le conseil général d'Indre-et-Loire.

### Santé et services d'urgence
La commune d'Azay-sur-Indre ne dispose pas de professionnels de santé sur son territoire. Les médecins généralistes les plus proches exercent à Chambourg-sur-Indre et Reignac-sur-Indre. L'hôpital le plus proche est le centre hospitalier des Rives de l'Indre à Loches.
Le centre d'incendie et de secours le plus proche se trouve à Chambourg-sur-Indre.

### Médias
Le quotidien régional La Nouvelle République du Centre-Ouest, dans son édition Indre-et-Loire, Touraine Est, consacre quelques pages à l’actualité du canton de Loches. La Renaissance lochoise, « l'hebdomadaire de la Touraine du Sud » est un hebdomadaire d’informations locales sur les cantons du sud de la Touraine.
Dans le domaine des médias audiovisuels, deux chaînes de télévision de télévision numérique terrestre (TNT) sont accessibles à tous les habitants d'Azay-sur-Indre et relaient les informations locales entre autres : France 3 Centre-Val de Loire et TV Tours Val de Loire. Parmi les nombreuses stations de radio disponibles, on peut citer France Bleu Touraine et Graffic, basée à Loches, plus spécialement consacrée à la musique et aux informations locales dans une zone allant de Tours à Poitiers et à Châteauroux.

### Culte
Le territoire de la commune dépend de la paroisse Saint Jean-des-Roches au sein du doyenné de Loches, lui-même partie de l'archidiocèse de Tours. En 2014, cette paroisse dispose d'un lieu de culte, l'église Saint-Crépin-et-Saint-Crépinien où le culte est célébré un dimanche sur deux.
Monseigneur Bernard-Nicolas Aubertin est à la tête de l'archidiocèse de Tours depuis 2005.

### Énergie et télécommunications
En 2014, l'ensemble du réseau de téléphonie fixe déployé sur Azay-sur-Indre est accessible à l'internet haut débit via les techniques ADSL 2+ et VDSL2.

## Économie
Azay-sur-Indre est classée en zone de revitalisation rurale par arrêté du 16 mars 2017.

### Revenus de la population et fiscalité
En 2015, le revenu fiscal médian par ménage est de 32 314 €, alors que la moyenne départementale s'établit à 32 011 € et que celle de la France métropolitaine est de 32 409 €.
Comparaison des indicateurs de revenus et fiscalité à Azay-sur-Indre et dans l'ensemble de l'Indre-et-Loire en 2011, :
|                                                                             | Azay-sur-Indre | Indre-et-Loire | variation |
| --------------------------------------------------------------------------- | -------------- | -------------- | --------- |
| Revenu net déclaré par foyer fiscal (en €)                                  | 23 419         | 24 480         | - 4,3 %   |
| Part des foyers fiscaux imposables sur l'ensemble des foyers fiscaux (en %) | 58,5           | 58,3           | + 0,3 %   |

Le pourcentage de foyers imposables à Azay-sur-Indre est conforme à la moyenne départementale, mais le revenu moyen par foyer imposable est en retrait par rapport à cette même référence.

### Emploi
Chiffres-clés de l'emploi à Azay-sur-Indre et évolution sur les cinq dernières années :
|                               | Azay-sur-Indre 2011 | Azay-sur-Indre 2006 | évolution |
| ----------------------------- | ------------------- | ------------------- | --------- |
| Population de 15 à 64 ans     | 232                 | 231                 | + 0,4 %   |
| Actifs (en %)                 | 74,3                | 75,3                | - 1,3 %   |
| dont :                        |                     |                     |           |
| Actifs ayant un emploi (en %) | 67,0                | 67,5                | - 0,7 %   |
| Chômeurs (en %)               | 7,4                 | 7,8                 | - 5,1 %   |

|                                      | Azay-sur-Indre 2011 | Azay-sur-Indre 2006 | évolution |
| ------------------------------------ | ------------------- | ------------------- | --------- |
| Nombre d'emplois dans la zone        | 53                  | 52                  | + 1,9 %   |
| Indicateur de concentration d'emploi | 33,8                | 33,2                | + 1,8 %   |

En 2011, les actifs résidant à Azay-sur-Indre travaillent en très grande majorité (84 %) en dehors de leur commune de résidence ; ils ne sont donc que 16 % à trouver un emploi à Azay-sur-Indre, et ce taux est en baisse de 4 points par rapport à 2006.
La caractéristique majeure de l'emploi à Azay-sur-Indre est la faible attractivité du territoire : le niveau de l'indicateur de concentration de l'emploi reste bas sur les cinq dernières années (moins de 34 emplois proposés pour 100 actifs), conséquence directe du petit nombre d'entreprises présentes sur Azay-sur-Indre et de leur taille réduite ; il en résulte un pourcentage important d'actifs travaillant hors de la commune.

### Tissu économique
Le tableau ci-dessous détaille les établissements actifs à Azay-sur-Indre par secteur d'activité au regard du nombre de salariés :
|                                                              | Total | %     | 0 salarié | 1 à 9 salariés | 10 à 19 salariés | 20 à 49 salariés | 50 salariés ou plus |
| ------------------------------------------------------------ | ----- | ----- | --------- | -------------- | ---------------- | ---------------- | ------------------- |
| Ensemble                                                     | 38    | 100,0 | 29        | 9              | 0                | 0                | 0                   |
| Agriculture, sylviculture et pêche                           | 14    | 36,8  | 12        | 2              | 0                | 0                | 0                   |
| Industrie                                                    | 2     | 5,3   | 2         | 0              | 0                | 0                | 0                   |
| Construction                                                 | 3     | 7,9   | 1         | 2              | 0                | 0                | 0                   |
| Commerce, transports, services divers                        | 16    | 42,1  | 14        | 2              | 0                | 0                | 0                   |
| dont commerce et réparation automobile                       | 2     | 5,3   | 2         | 0              | 0                | 0                | 0                   |
| Administration publique, enseignement, santé, action sociale | 3     | 7,9   | 0         | 3              | 0                | 0                | 0                   |
| Champ : ensemble des activités.                              |       |       |           |                |                  |                  |                     |

Les entreprises implantées à Azay-sur-Indre sont toutes de taille très réduite, aucune n'employant plus de 9 salariés.

#### Agriculture
Le tableau ci-dessous présente les principales caractéristiques des exploitations agricoles d'Azay-sur-Indre, observées sur une période de 22 ans :
|                                            | 1988 | 2000 | 2010  |
| ------------------------------------------ | ---- | ---- | ----- |
| Nombre d’exploitations                     | 23   | 14   | 5     |
| Équivalent Unité de travail annuel         | 27   | 16   | 15    |
| Surface Agricole Utile (SAU) (ha)          | 829  | 910  | 809   |
| Cheptel (nombre de têtes)                  | 625  | 555  | 77    |
| Terres labourables (ha)                    | 784  | 889  | 774   |
| Superficie moyenne d’une exploitation (ha) | 36,0 | 65,0 | 161,8 |

La superficie agricole utilisée à Azay-sur-Indre représentait 809 ha en 2010, soit 58.2 % de la surface communale totale. L'examen des données présentées révèle une agriculture en pleine mutation : au cours des vingt-deux dernières années, près de quatre exploitations sur cinq ont disparu,,. L'agriculture procure de moins en moins d'emploi sur la commune, malgré l'implantation en 1998 d'une entreprise horticole spécialisée dans la production de plantes aquatiques et qui emploie 5 salariés — dans ce secteur d'activité, la main d'œuvre reste importante ; la surface en terres labourables reste stable ; la production animale devient anecdotique ; la taille des exploitations a été multipliée par 4,5. L'agriculture communale, tournée vers la polyculture et l'élevage bovin — production de viande ou lait — il y a 20 ans, s'est aujourd'hui orientée vers la céréaliculture et la production d'oléagineux et de protéagineux. Ce secteur d'activité reste un élément important de l'économie locale, représentant encore en 2012 près de 37 % des entreprises d'Azay-sur-Indre.
À titre anecdotique, jusqu'à l'invasion du phylloxéra, apparu en Touraine en 1882, Azay-sur-Indre était une commune où la vigne représentait une part importante de l'agriculture. Cette culture a aujourd'hui totalement disparu et seul un « Chemin des Vignes » rappelle ce passé.

#### Industrie, artisanat et commerce
L'industrie (deux autoentreprises) n'est pas un secteur d'activité développé. Le domaine du bâtiment et des travaux publics ne compte que trois entreprises, mais elles représentent le tiers de l'offre d'emploi sur la commune.
Les artisans, dans des domaines d'activité très divers, représentent la majorité des entreprises d'Azay-sur-Indre, hors agriculture.
Un restaurant-bar multiservices est installé depuis 2011 dans le centre-bourg d'Azay ; copropriété de la commune d'Azay-sur-Indre et de la Communauté de communes Loches Sud Touraine, il permet aux habitants d'avoir accès à des services de proximité en matière d'approvisionnement et de bénéficier d'un bureau de poste sur la commune. Les Azéens peuvent également s'adresser aux communes limitrophes de Chambourg-sur-Indre et Reignac-sur-Indre, ou effectuer leurs achats dans les grandes surfaces de Cormery ou de Loches.
Trois assistantes maternelles peuvent accueillir 12 enfants.

#### Tourisme
En l'absence d'hôtel ou de camping sur la commune, l'offre d'hébergement touristique se répartit en 2014 sur trois établissements chambre d’hôtes et/ou Gîtes de France.

## Culture locale et patrimoine

### Lieux et monuments
L’église d’Azay-sur-Indre est située sur la rive gauche de l’Indre, à flanc de coteau. Dédiée aux saints Crépin et Crépinien, c'est une construction romane du XIIe siècle, très remaniée aux XVe et XVIe siècles. Sa chapelle seigneuriale, du XVIe siècle porte sur l’un de ses murs le blason de la famille Jussac, seigneurs de la Folaine. Elle est inscrite à l’inventaire des monuments historiques par arrêté du 2 octobre 2006.
Le château surplombe l’église. Édifié vers la fin du XVe siècle, et qualifié de « maison forte » au siècle suivant, il était alors rattaché au château de Loches. Il fut très remanié à deux reprises au point de perdre une partie de son caractère; sa tour carrée a notamment été pourvue de « créneaux et de mâchicoulis dont la fantaisie est excessive. »
Le château de la Folaine, situé à mi-hauteur du coteau de la rive droite de l’Indrois, fut construit au XVe siècle. De cette époque subsistent le corps principal de bâtiment ainsi qu’une grosse tour cylindrique. Le château de la Folaine est inscrit à l’inventaire des monuments historiques depuis le 14 septembre 1949.
La ferme de Bergeresse est une ancienne métairie appartenant, de 1274 jusqu’en 1789, à l’abbaye de la Chartreuse du Liget ; elle dépendait auparavant du Fau (ancien nom de Reignac-sur-Indre). L’ancienne chapelle est décorée de fresques représentant des scènes religieuses découvertes en 1949, année de l’inscription de Bergeresse à l’inventaire des monuments historiques.
Les deux moulins sur l'Indrois, à Morillon et à la Folaine, sont désaffectés depuis le XXe siècle. Ils existent toujours, l'un d'eux étant reconverti en gîte rural. Un troisième moulin, établi sur l'Indre en amont du bourg, est également hors service ; il est de construction plus récente, bien que son emplacement figure déjà sur le cadastre napoléonien.

Bâtiments remarquables d'Azay-sur-Indre.
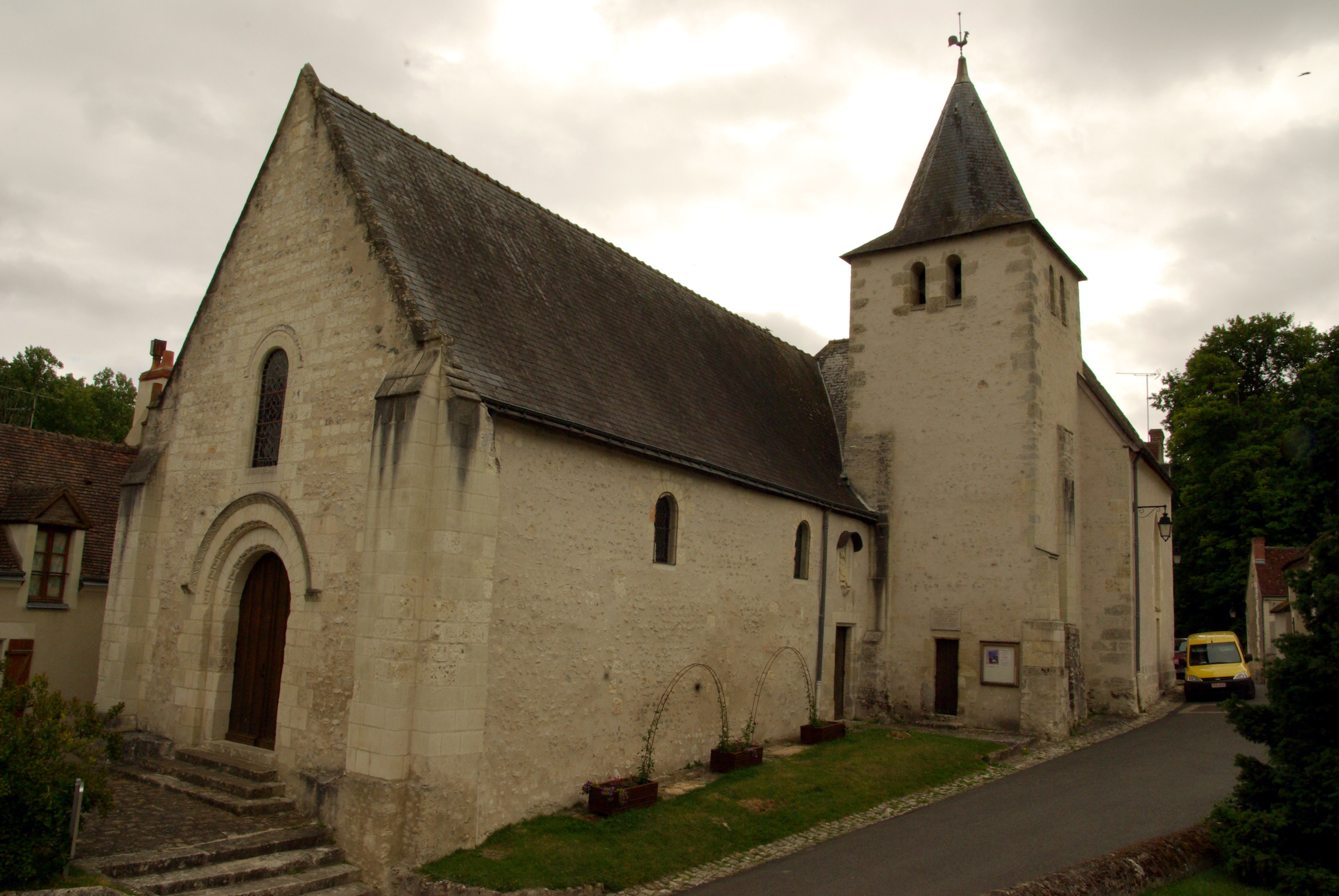
L'église.
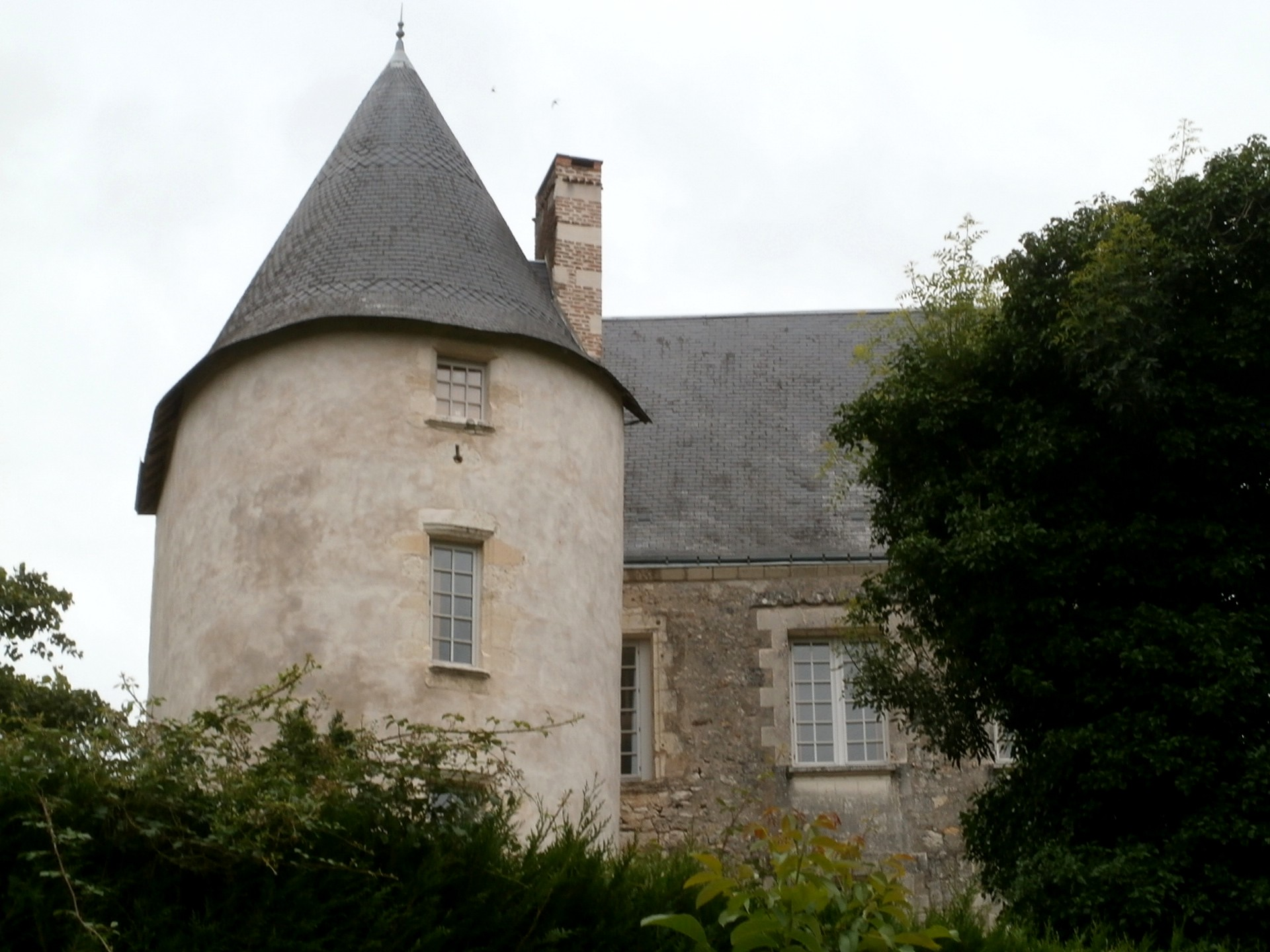
Le manoir de la Folaine.
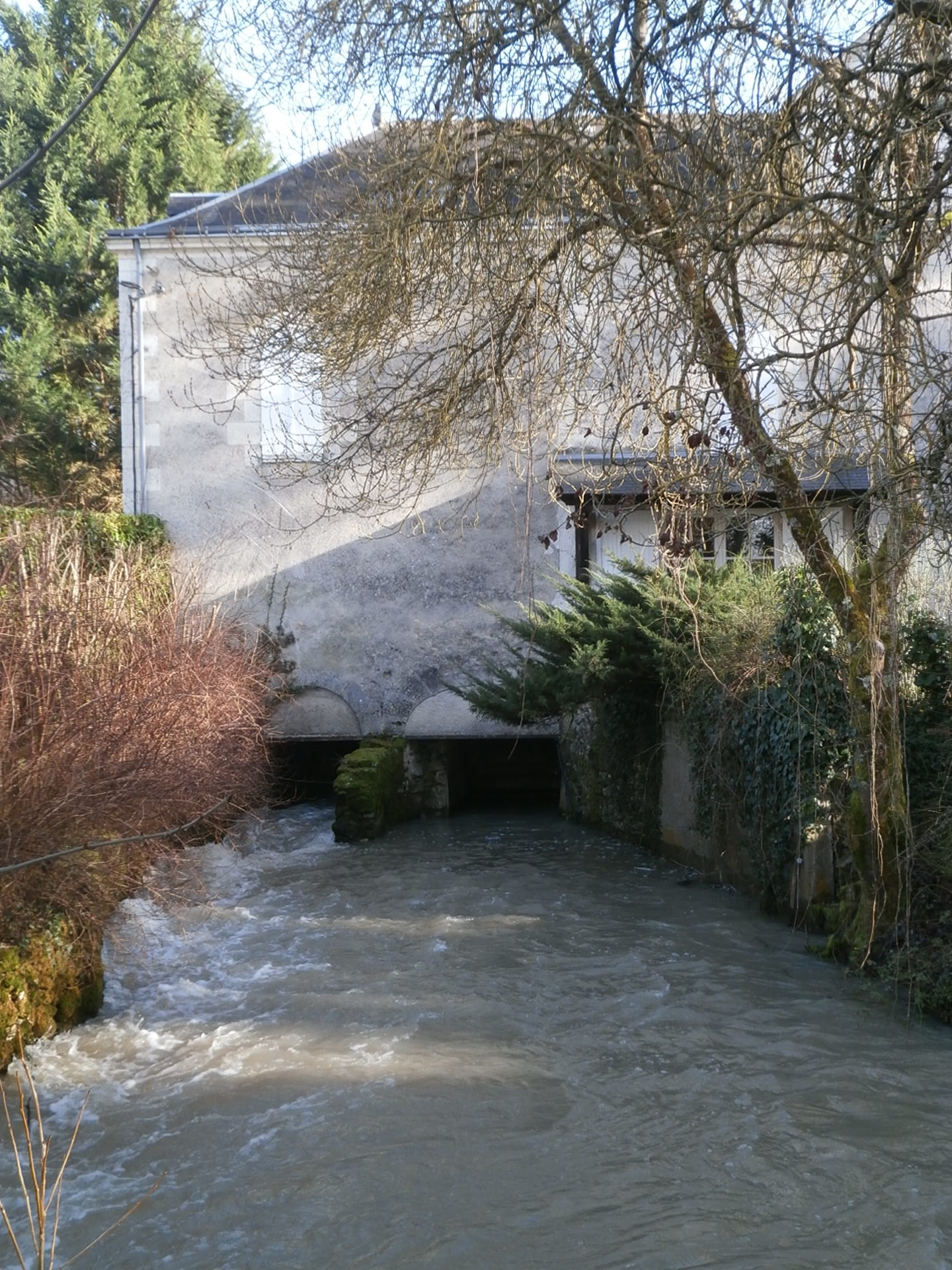
Le moulin de la Folaine sur l'Indrois.
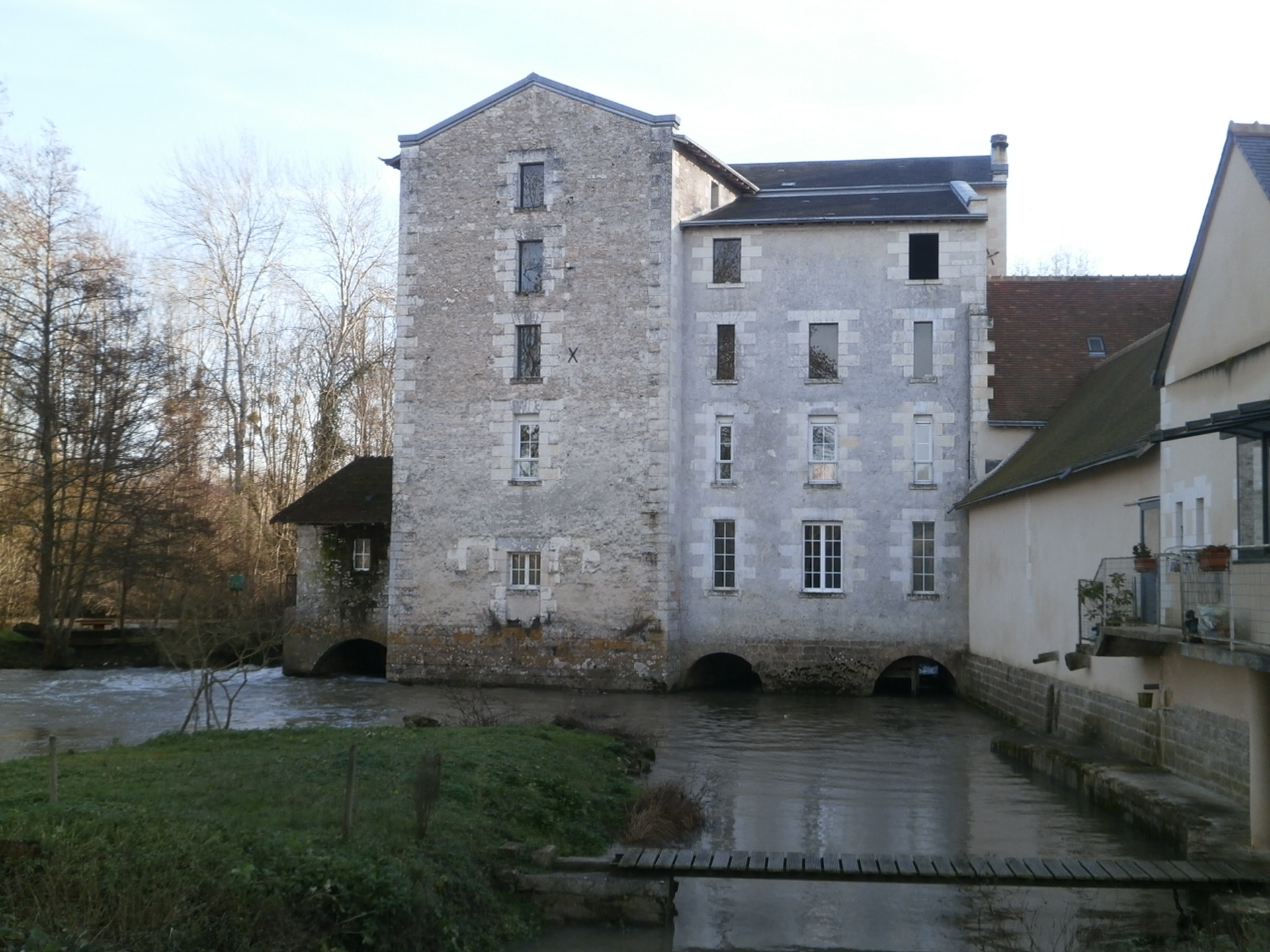
Le moulin du bourg sur l'Indre.
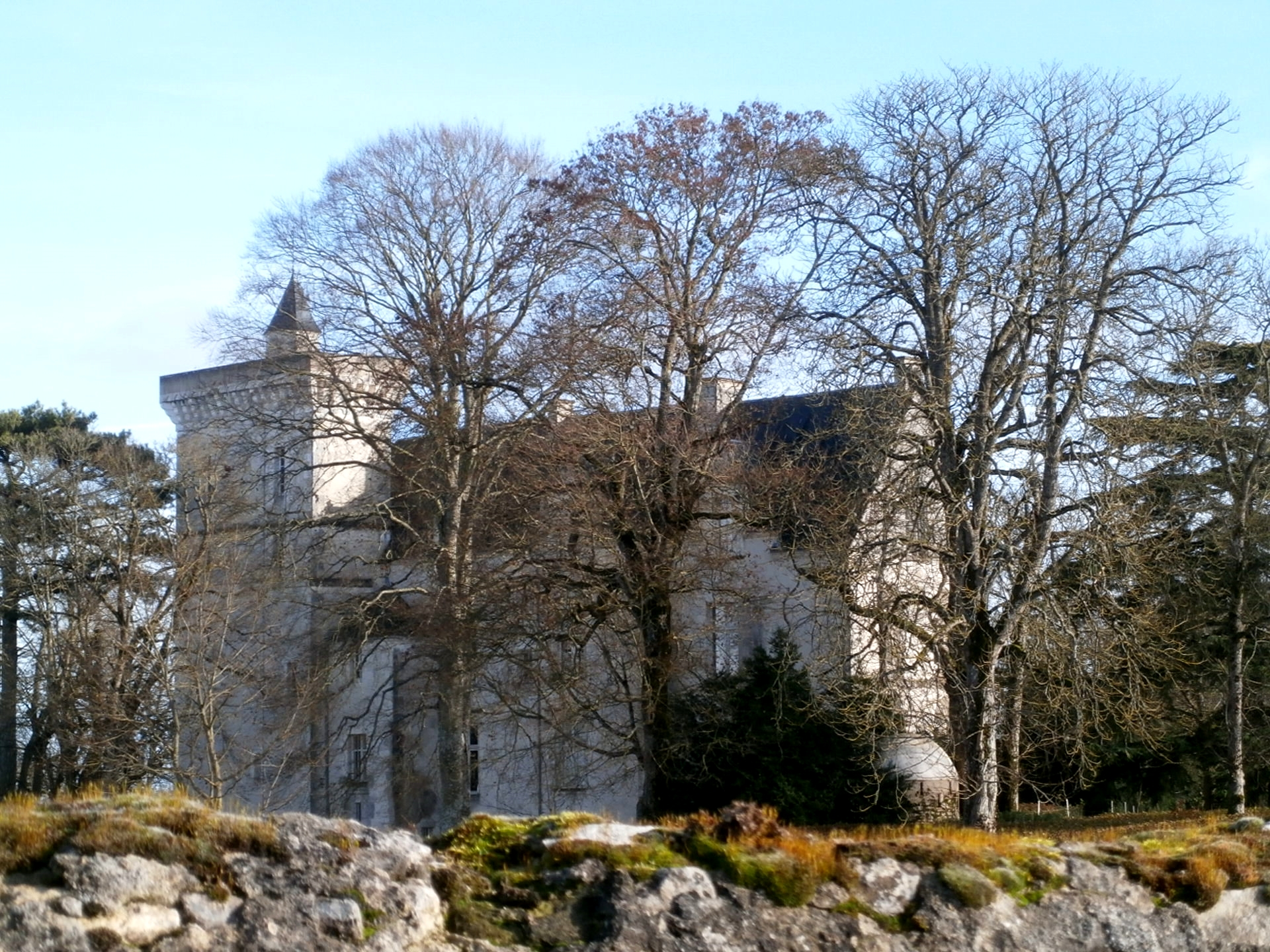
Le château.
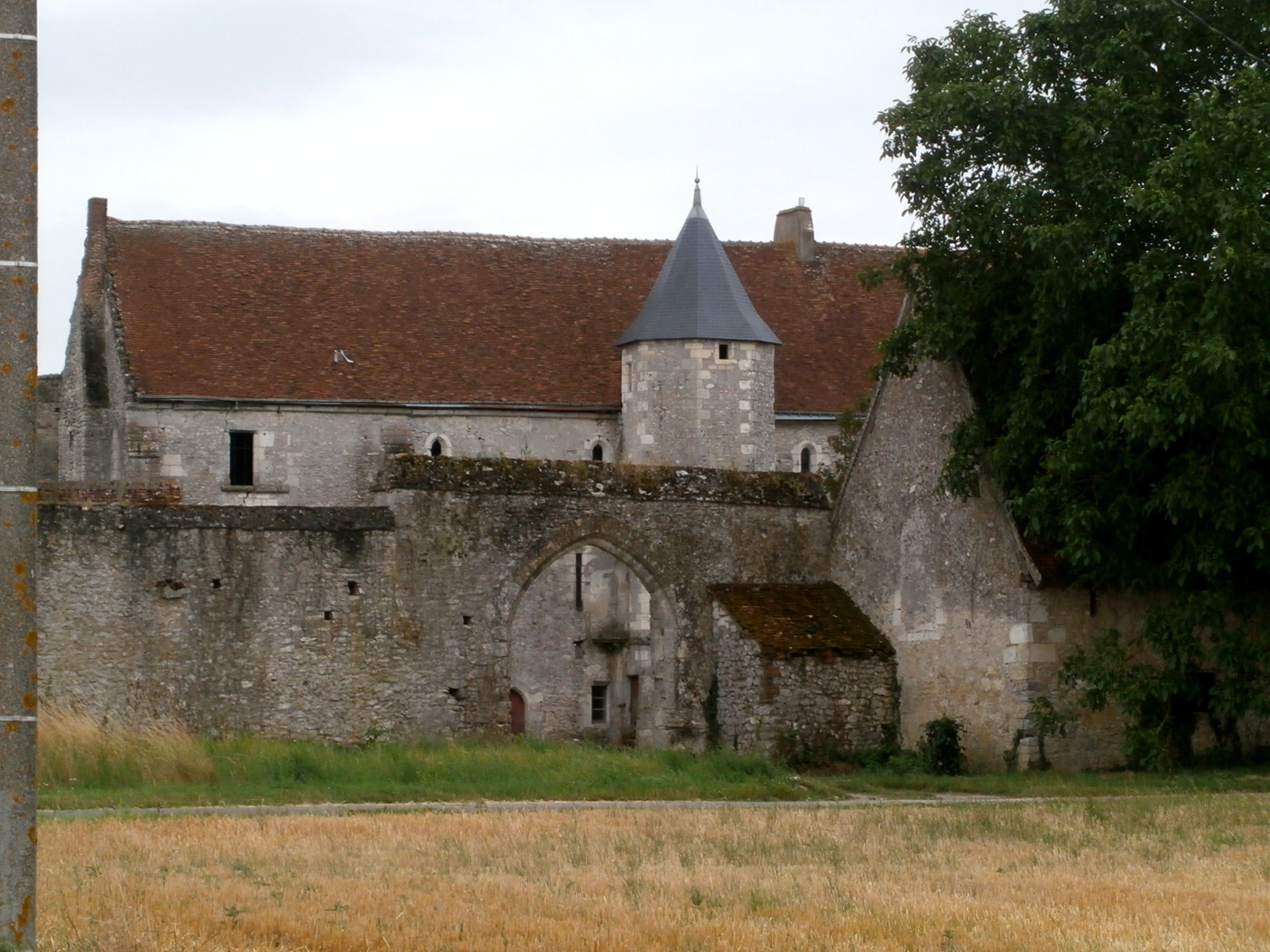
La ferme de Bergeresse.

### Patrimoine naturel
Ayant pour objectif un inventaire des espèces animales ou végétales qui y sont présentes, la création des zones naturelles d'intérêt écologique, faunistique et floristique (ZNIEFF) ne s'accompagne d'aucune mesure de protection réglementaire. La grande ZNIEFF du Plateau de Champeigne entre Bléré et Loches (9 032 hectares) s'étend sur 11 communes ; elle concerne une partie du territoire d'Azay-sur-Indre située sur le plateau, à l'est de l'Indrois et de l'Indre, limitrophe des communes de Chédigny et Reignac-sur-Indre. Pas moins de 50 espèces d'angiospermes et 8 espèces d'oiseaux protégés ou rares y ont été recensées.
La commune d'Azay-sur-Indre est intégrée depuis 2006, au Réseau Natura 2000. Géographiquement, sur le territoire d'Azay-sur-Indre, ce site Natura 2000 est formé de deux entités distinctes : il englobe toute la partie du territoire communal situé sur le plateau, au sud-ouest de la D 943 alors que, de l'autre côté de la vallée de l'Indre, il recouvre la ZNIEFF précédemment évoquée. La zone de protection spéciale (ZPS) ainsi constituée vise à la préservation de plusieurs espèces d’oiseaux, grâce à des mesures agroenvironnementales appropriées imposées aux parcelles de culture concernées. La constitution de cette ZPS s'inscrit dans le cadre de la Directive oiseaux du 30 novembre 2009 édictée par l'Union européenne.
En dehors de ces secteurs géographiques observés ou protégés, les vallées de l'Indre et de l'Indrois composent un refuge préférentiel pour plusieurs espèces de mammifères semi-aquatiques dont l'habitat, longtemps fragilisé, semble de reconstituer peu à peu.
Les plateaux de la Champeigne constituent un biotope parfait (végétation rase localement steppique) pour l'Outarde canepetière (Tetrax tetrax), l’Œdicnème criard (Burhinus oedicnemus) ou le Vanneau huppé (Vanellus vanellus) qui peuvent facilement surveiller, du sol, leur territoire ; outarde et œdicnème sont des oiseaux migrateurs qui passent la belle saison en France alors que le vanneau est plutôt, en Touraine, un hôte hivernal dont les bandes nombreuses ont passé l'été en Europe du Nord. Le Busard cendré (Circus pygargus), oiseau migrateur également, niche en Touraine et survole la végétation des plateaux pour y rechercher ses proies, petit mammifères ou insectes. Enfin, le Castor d'Eurasie (Castor fiber), en reconquête des cours d'eau de Touraine après sa réintroduction dans la Loire il y a environ trente ans, a été signalé depuis 2011 sur l'Indrois à Azay-sur-Indre. La présence de la Loutre d'Europe (Lutra lutra) est également avérée sur l'Indre et l'Indrois pour la saison 2014-2015.

Spécimens de la faune d'Azay-sur-Indre.
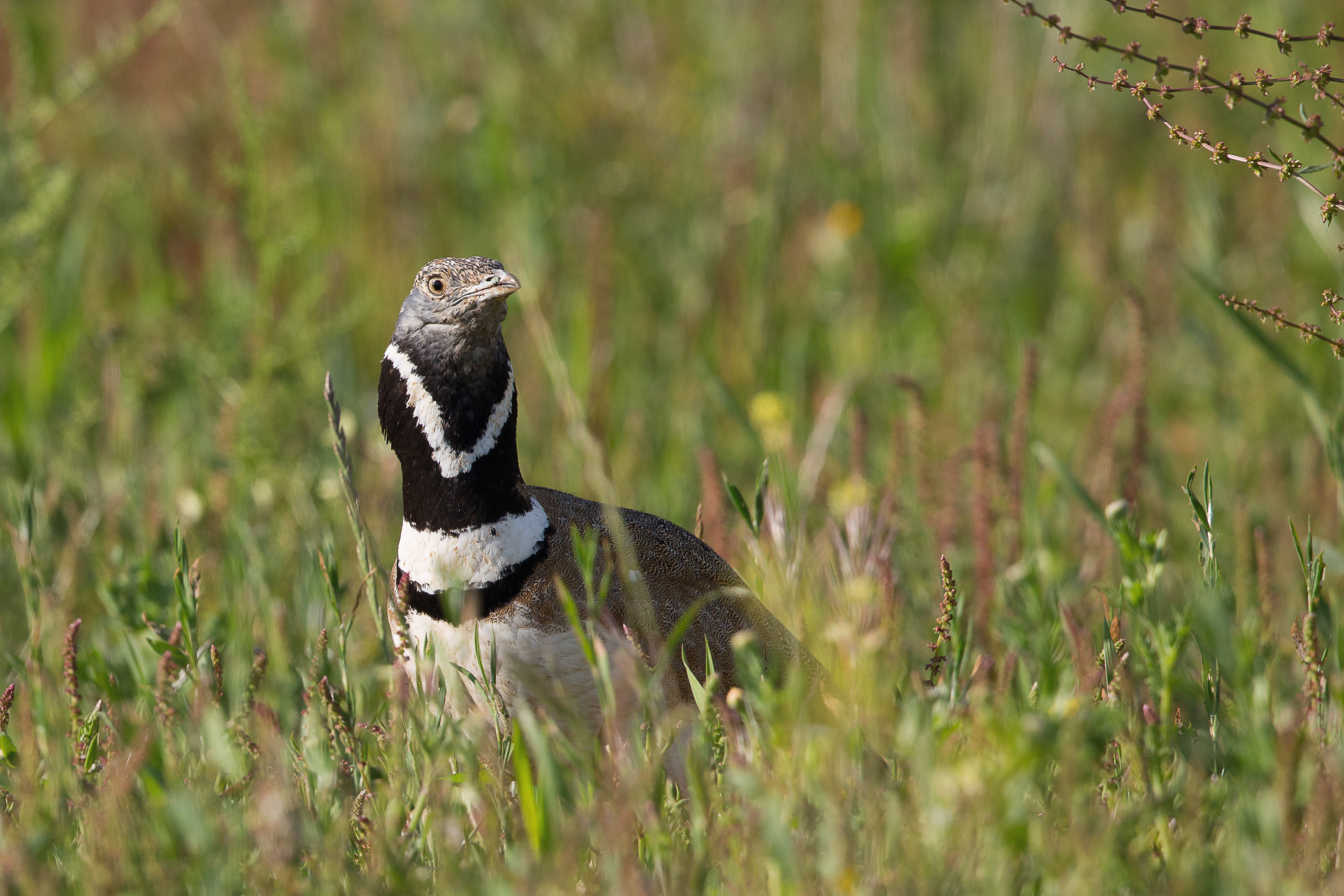
Outarde canepetière.
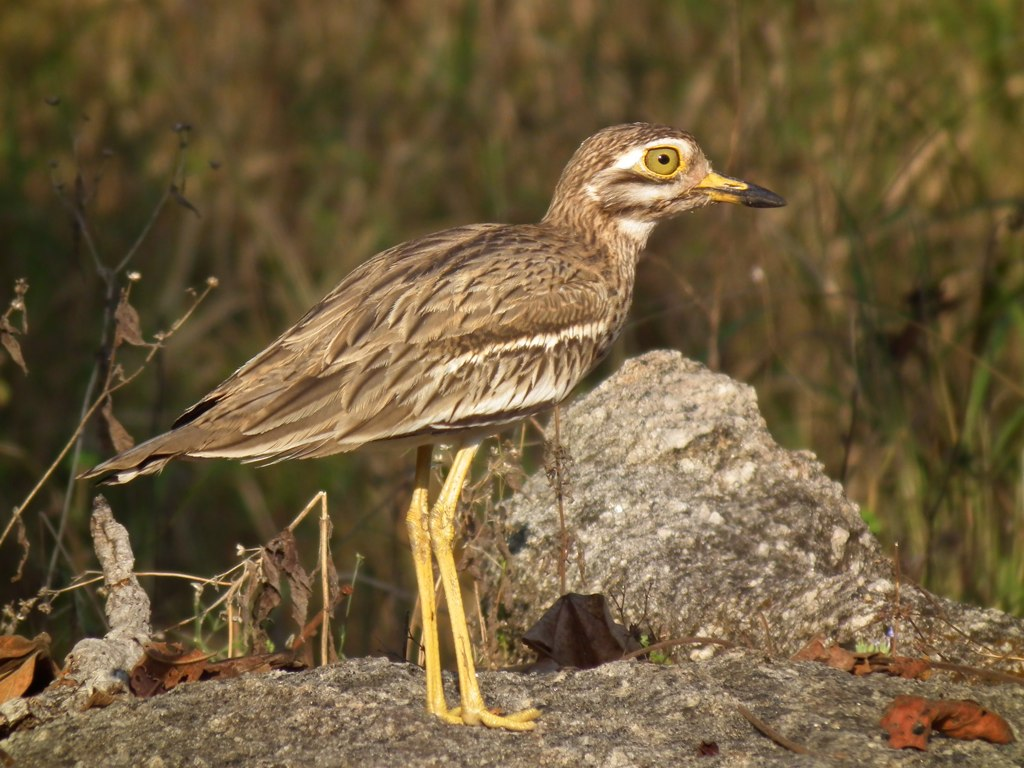
Œdicnène criard.
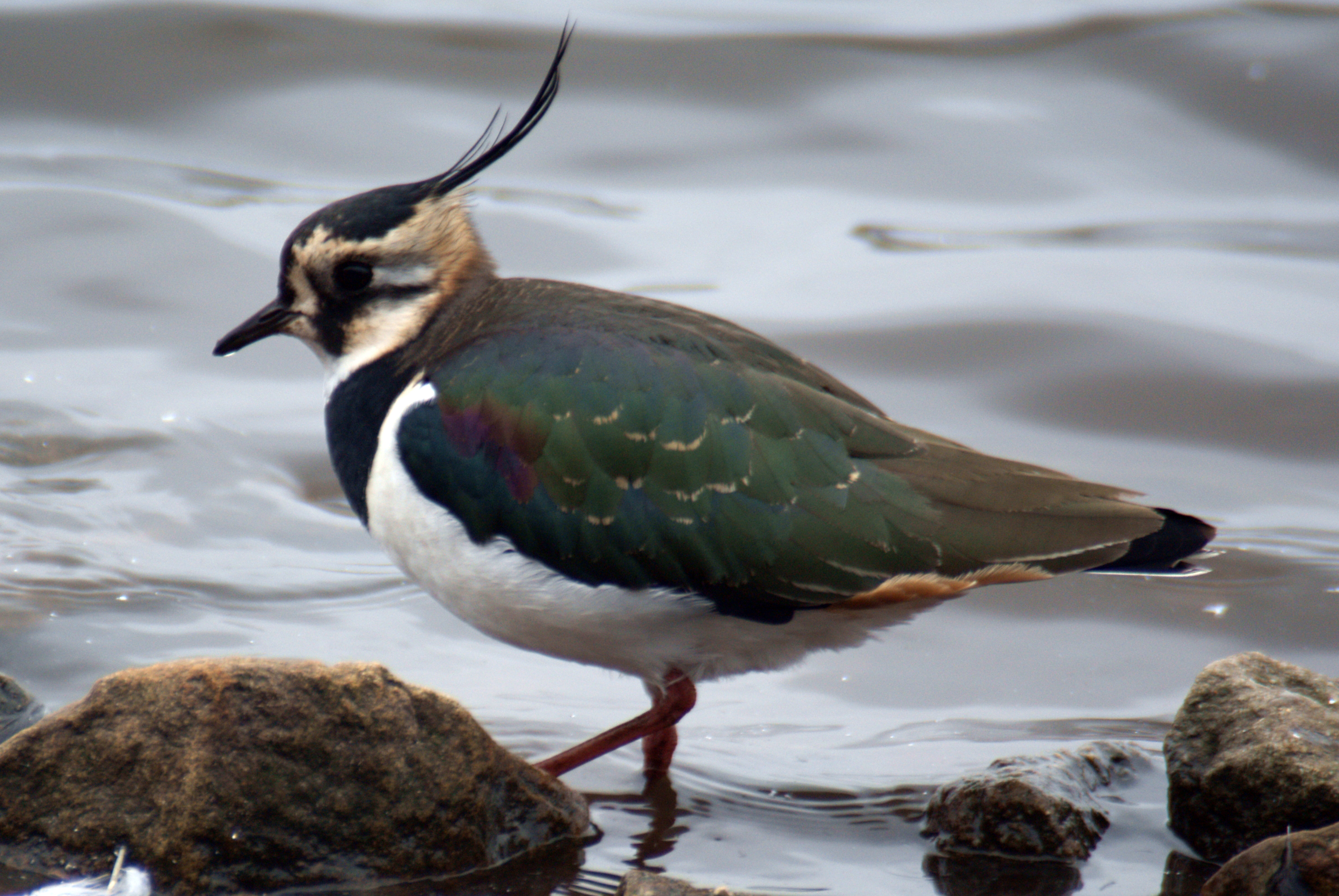
Vanneau huppé.
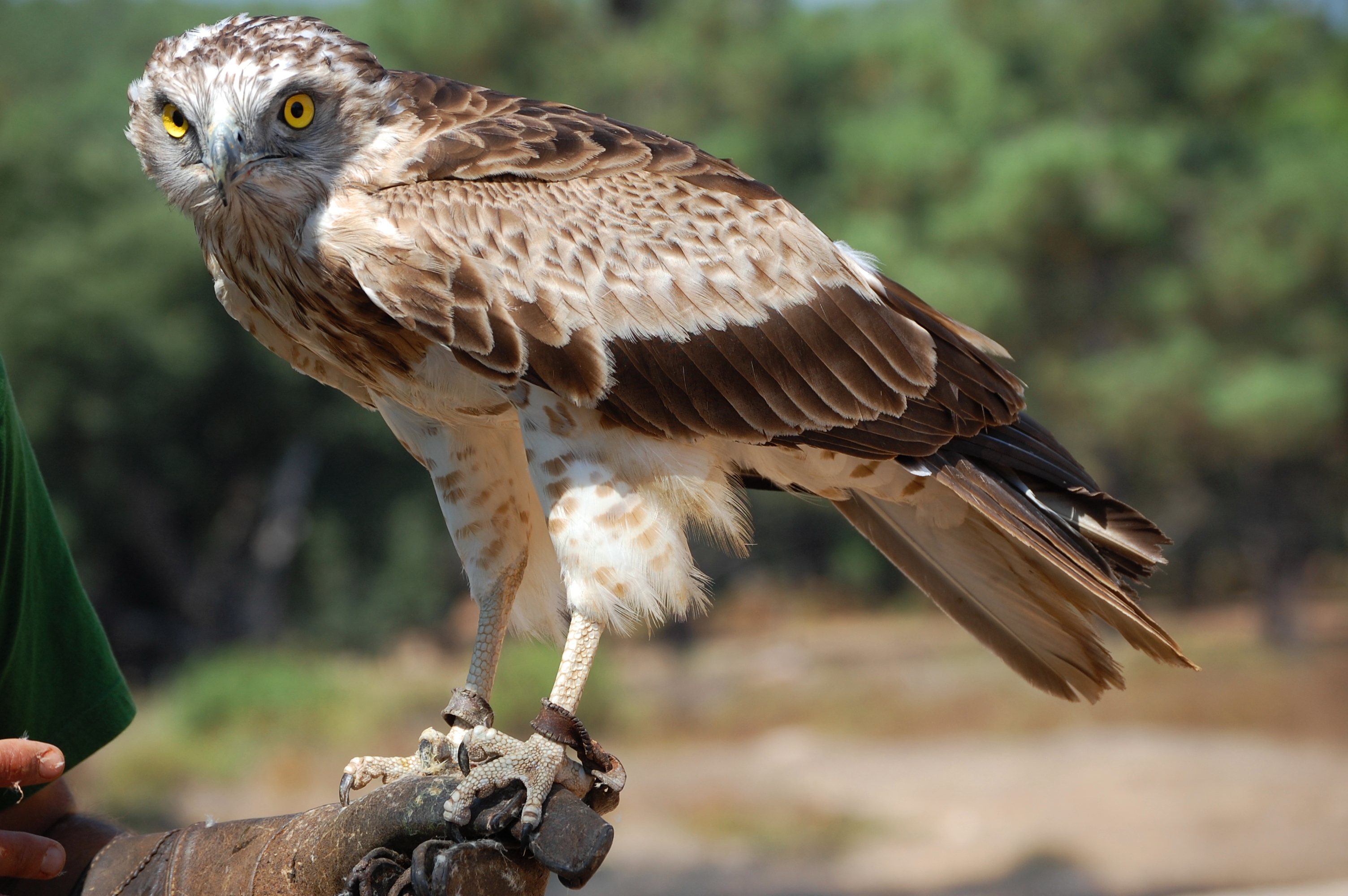
Circaète Jean-le-Blanc.
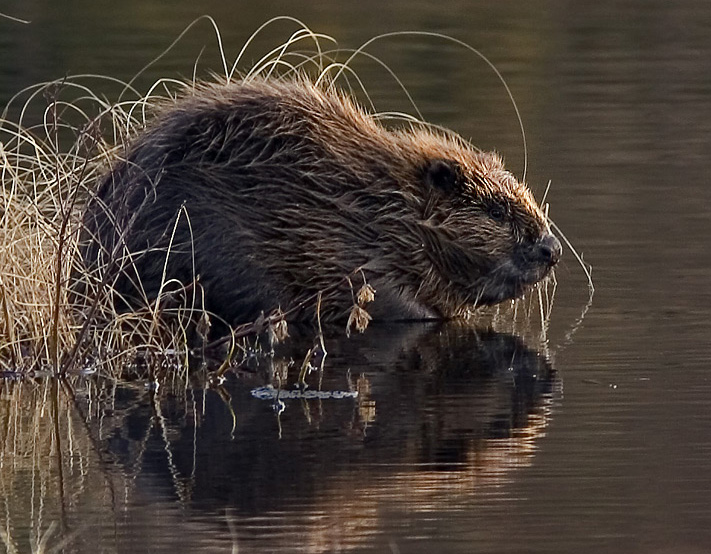
Castor d'Eurasie.
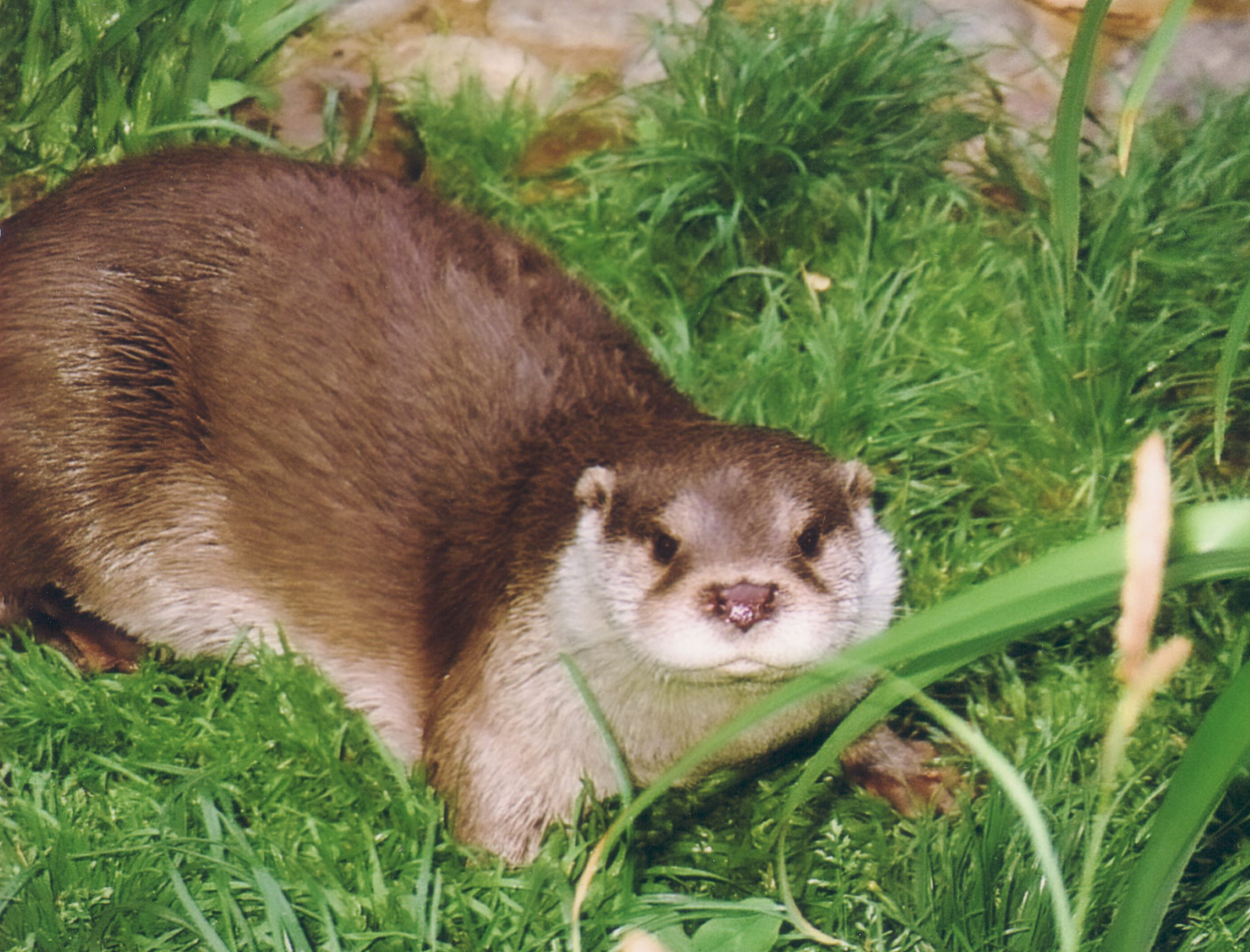
Loutre d'Europe.

L'Adonis d'automne (Adonis annua) pousse en compagnie des cultures céréalières d'automne sur les calcaires lacustres de la Champeigne, alors que le Scandix peigne de Vénus (Scandix pecten veneris), s'il croît sur le même type de sol, préfère les friches herbeuses ; l'Orchis brûlé (Orchis ustulata), autre plante calcicole, est un hôte privilégié des pelouses sèches et rases, tout comme le Polygale du calcaire (Polygala calcarea).

Spécimens de la flore d'Azay-sur-Indre.
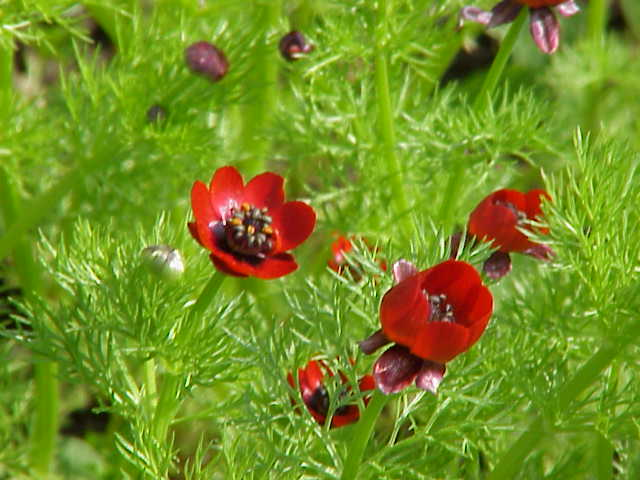
Adonis d'automne.
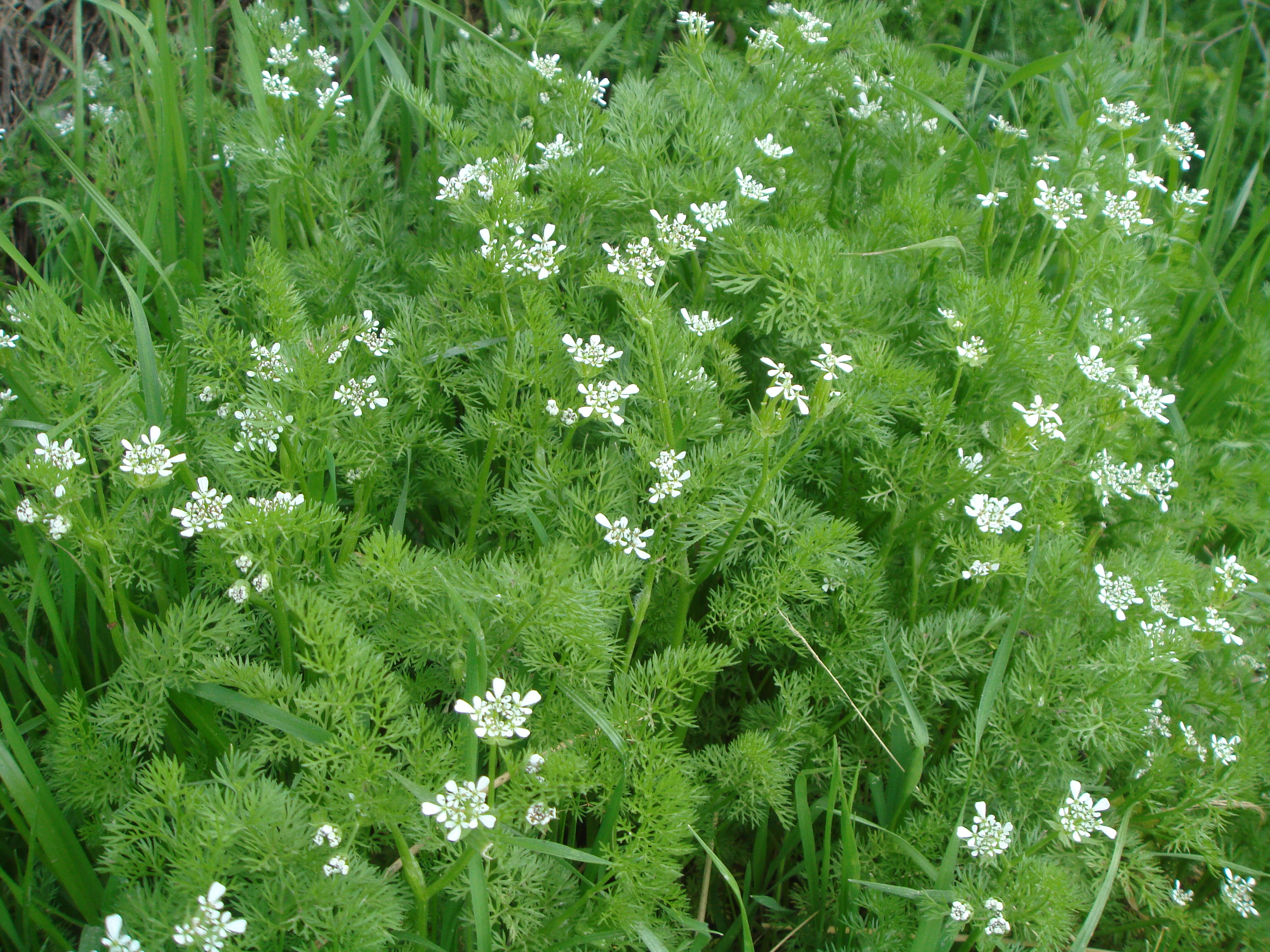
Scandix peigne de Vénus.
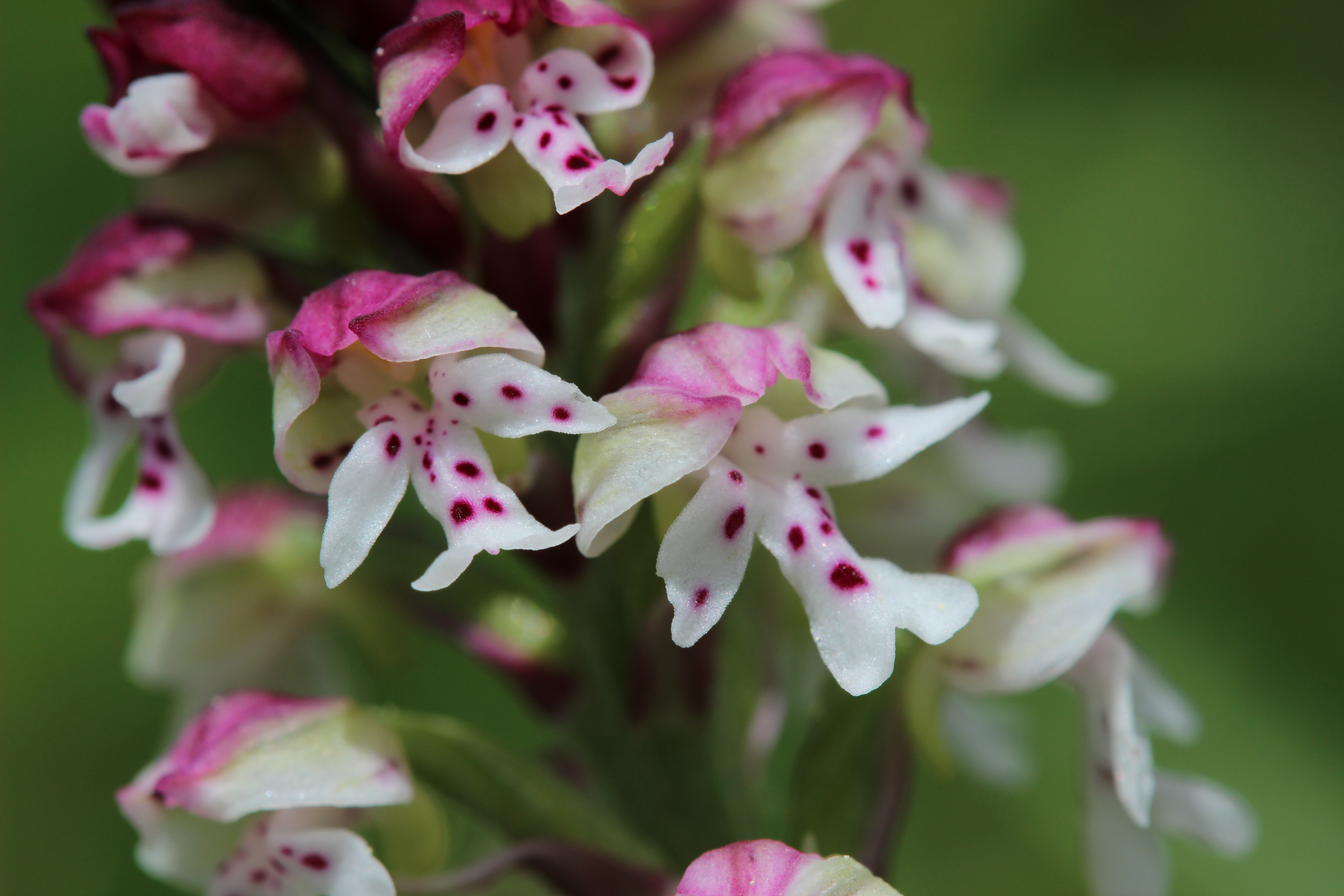
Orchis brûlé.
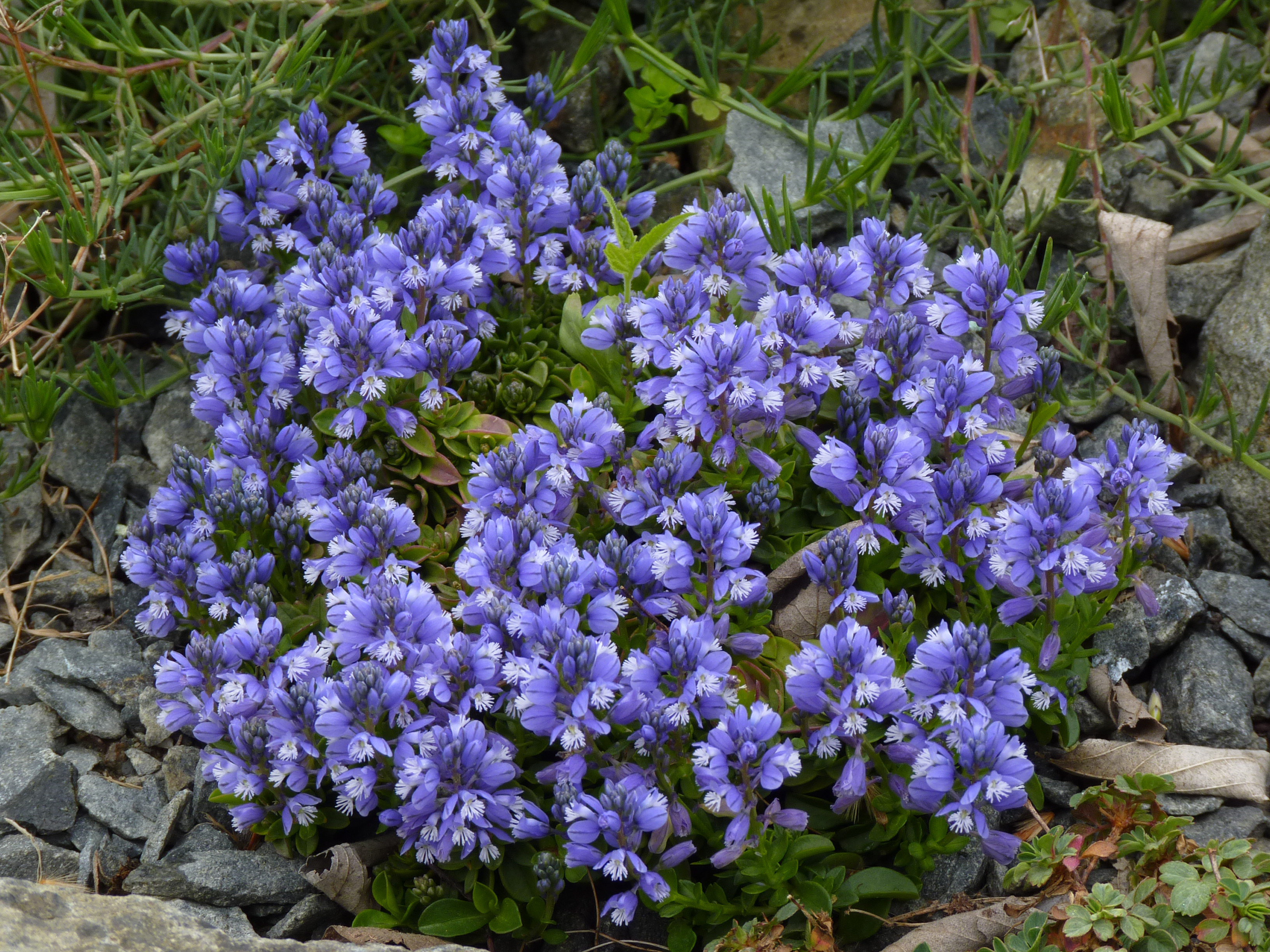
Polygale du calcaire.

Le sentier de grande randonnée 46 qui relie Tours à Cahuzac-sur-Vère dans le Tarn traverse Azay-sur-Indre en empruntant la vallée de l'Indre sur sa rive droite.

### Patrimoine gastronomique
La commune d'Azay-sur-Indre est située dans l'aire de l'appellation d'origine protégée (AOP) ou appellation d'origine contrôlée (AOC) du fromage de chèvre sainte-maure-de-touraine. Le territoire communal est également intégré aux aires de productions de 24 produits bénéficiant d'une indication géographique protégée (IGP) : rillettes de Tours, volailles du Berry, vins du Val de Loire, de l'Allier, du Cher, de l'Indre, du Pays de Retz et primeur.

### Personnalités liées à la commune
Jean-François de Cardonne, descendant d'une famille du Roussillon, est général des finances de Bretagne sous Charles VIII et Louis XII puis premier président de la Cour des comptes sous François Ier. Il est seigneur de Chédigny et d'Azay, fief auquel il donne son nom.
Gilbert du Motier de La Fayette, officier et homme politique, est né en 1757 à Chavaniac-Lafayette (Haute-Loire) ; descendant par sa mère de Louis de Barberin, seigneur de Reignac, fief voisin d'Azay-sur-Indre, il est, quand survient la Révolution, copropriétaire avec son cousin Hugues-Thibault-Henri-Jacques de Lusignan de nombreuses terres dans le Lochois, dont La Folaine ; ils en sont dépossédés en 1792 ; La Fayette meurt à Paris en 1834.

### Héraldique
|  | Les armoiries de Azay-sur-Indre se blasonnent ainsi : D'or au pairle réduit ondé d'azur accompagné de trois roues de moulin de sable; à l'écusson d'argent à la bande de gueules brochant en abîme. |

## Pour approfondir